# サンクトペテルブルク

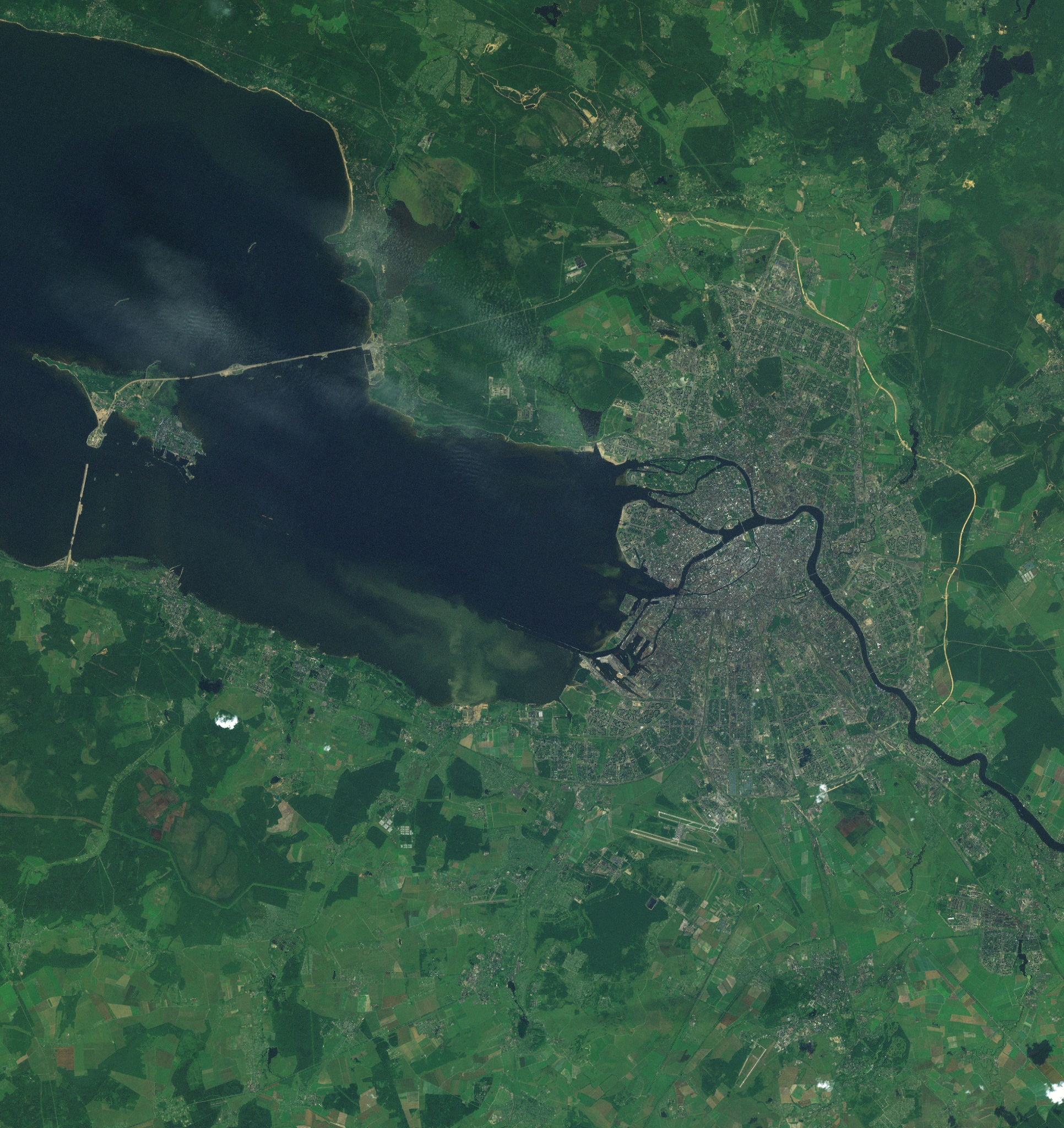
人工衛星写真
サンクトペテルブルクの街はネヴァ川河口の三角州を中心に発達した

サンクトペテルブルク（露: Санкт-Петербург,サンクトピチルブールク, IPA:[sankt pʲɪtʲɪrˈburk]  発音）は、ロシア西部のネヴァ川河口デルタに位置する都市で、レニングラード州の行政府がある(レニングラード州の州都は別の都市)。人口は約560万人で、首都モスクワに次ぎロシア第2の都市である。1711年から1917年まで、約二世紀にわたってロシア・ツァーリ国とロシア帝国の首都だった古都でもある。

## 名前の変遷

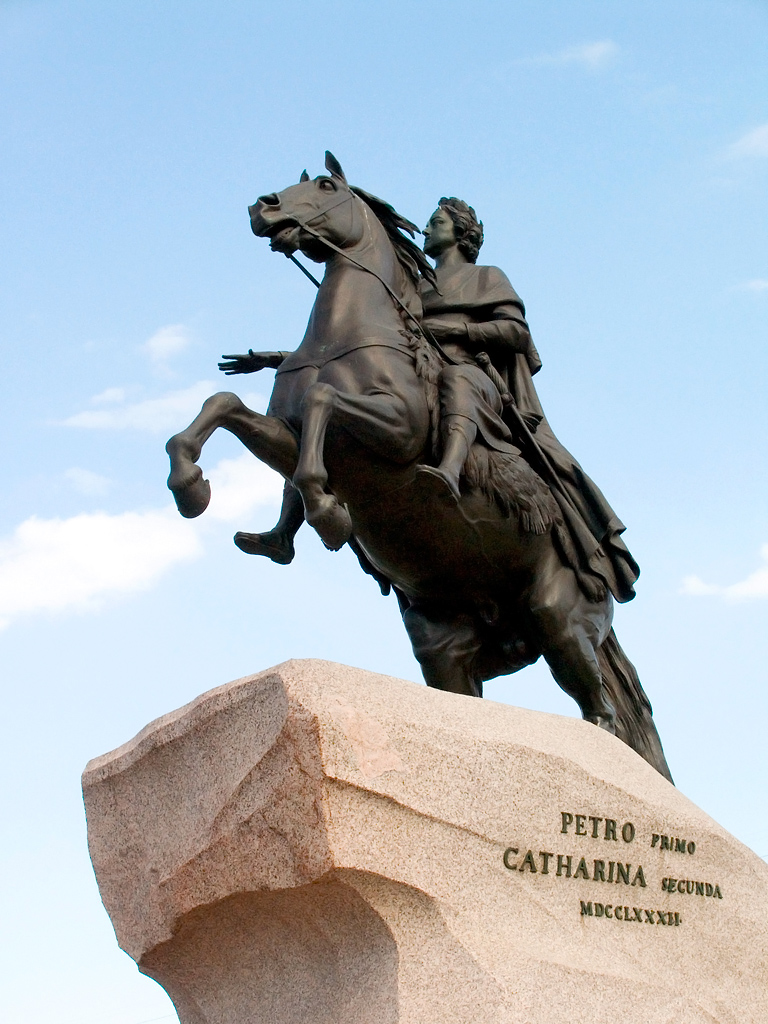
青銅の騎士像。市の建設者ピョートル1世を記念した像である

都市の名は「聖ペテロの街」を意味する。これはサンクトペテルブルクの建設を命じたピョートル1世が自分と同名の聖人ペテロの名にちなんで付けたもので、隣国のフィンランドではサンクトペテルブルクをペテロのフィンランド語名そのままにピエタリ (Pietari) の名で呼んでいる。
当初はオランダ語風にサンクト・ピーテルブールフ (Санкт-Питер-Бурх) と呼ばれていたが、後にドイツ語風にサンクト・ペテルブルク (Санкт-Петербург) と呼ばれるようになった。ドイツ語では Sankt Petersburg であり、古典的発音の場合はザンクト・ペーテルスブルク、現在の口語発音ではザンクト・ペータスブアクと呼ばれる。最初の音が濁らず、「ブルク」の前に「ス」の入らない Санкт-Петербург (Sankt-Peterburg) は、ドイツ語名がロシア語化したもの。なお、単にペテルブルクと呼ばれることも多い。ロシア帝国の首都として長く定着していた。また、語末のgは、ドイツ語でも濁らないが、ロシア語でも語尾の有声子音は無声化されるため、ロシア人は「ペテルブルク」と発音する。このため日本のカタカナ表記でも「ペテルブルク」が「ペテルブルグ」よりも多く用いられる。なお、英語ではセント・ピーターズバーグ (Saint Petersburg) と呼ばれる。
1914年、第一次世界大戦が始まり、ロシア帝国がドイツ帝国と交戦状態に入ると、ドイツ語風のサンクトペテルブルクが避けられ、ロシア語風のペトログラード (Петроград)と改められた。これはドイツ語風の「ブルク」を、ロシア語風（厳密には古代教会スラヴ語風）の「グラード」に差し替えたものであり、意味は同じである。
さらにロシア革命によりソビエト連邦が成立すると、1924年よりソ連建国の父ウラジーミル・レーニンの死去により、彼にちなんで「レーニンの街」の意であるレニングラード (Ленинград, リニングラート）と改称され、この名称がソ連崩壊まで半世紀以上用いられた。
しかし、ソ連崩壊直前の1991年9月6日に住民投票によって再びサンクトペテルブルクに戻された（ただし、投票に拘束力はなく地名変更にはソビエト連邦最高会議の承認が必要とされた）。ロシア人の間ではピーテル (Питер, ピーチェル) の愛称で呼ばれる。対独感情の良い時期であったこともあり、短期間しか用いられなかったペトログラードの名は飛ばされて、その前のサンクトペテルブルクまで一挙に戻されている。州名は従来どおりレニングラード州となっている。

## 地理
バルト海東部のフィンランド湾最奥部に位置し、隣国との国境線に近く、フィンランドの首都ヘルシンキ、エストニアの首都タリンとの距離は、それぞれ300km、350kmである。一方、首都のモスクワとは直線距離で600km以上離れている｡（東京～函館、東京～広島間の距離に相当）
行政上はモスクワ、セヴァストーポリとともに単独で連邦市を形成しており、これら2都市と同じく都市単独で連邦構成主体となっている。世界の100万都市の中では最も北に位置する｡
市街はネヴァ川河口デルタの島々を結ぶ運河網が発達しており、ネヴァ川は運河や河川などにより、白海、ドニエプル川、ヴォルガ川と結ばれているため、この都市はカスピ海やウラル、ヴォルガからの船舶のバルト海への出口となっている。港は冬季となる11月から4月に凍結するが、厳寒期を除き常に砕氷船がこれらの航路を維持している。

## 歴史

### 前史
ネヴァ川河口域は、古くはバルト海からヴォルガ川、ドニエプル川といった内陸水路を通じて黒海へと向かう「ヴァリャーグからギリシアへの道」と呼ばれた重要な交易ルートに位置し、ルーシの北辺に位置していた。キエフ大公国分裂後の1136年、北方にノヴゴロド公国が建国された。首都ノヴゴロドはネヴァ川水路でバルト海と繋がっており、ハンザ同盟の4大商館のひとつが置かれ、商業の中心地として繁栄した。また、ネヴァ川河口はフィンランドを支配下に置くスウェーデンとの国境地帯ともなっていた。1240年には両国の間にネヴァ河畔の戦いが起こり、この戦いはノヴゴロド公アレクサンドルの活躍によりノヴゴロド公国側が勝利し、その後アレクサンドルは自らの名に「ネヴァ川の勝利者」という意味を持つ「ネフスキー」という名を加え、アレクサンドル・ネフスキーを名乗るようになった。その後はモスクワ公国領となっていたが、1617年、ストルボヴァの和約によりスウェーデンがここを支配下に置いた。ほどなくスウェーデンは三十年戦争を通じて、バルト海南岸に領土を拡大し、バルト海沿岸の交易を独占する大帝国となった（バルト帝国）。

### ロシア帝国時代
1700年に始まった大北方戦争でスウェーデンの要塞を陥落させ、ネヴァ川河口を占領したピョートル1世は、1703年5月27日（当時ロシアで使われていたユリウス暦では5月13日）にペトロパヴロフスク要塞の建設を開始した。これがサンクトペテルブルクの歴史の始まりとされ、現在では5月27日は建都記念日として市の祝日となっている。当時、この地域はイングリアと呼ばれ、荒れ果てた沼地であったが、ピョートル1世は、内陸のノヴゴロドに代わるロシアの新しい貿易拠点となる都市を夢見ていた。建設は戦争と同時進行であったため労働条件は過酷で、1万人ともいわれる人命が失われたという。建設費用と戦費は借款によって賄い、後に貿易によって生じる利益で返済する計画だったため、経済面においてこの都市にかかる期待は非常に大きかった。1713年、ポルタヴァの戦いに勝利後、この地が首都と定められた。1721年、大北方戦争が終結し、ロシアと同盟国側の勝利となり、戦後のニスタット条約によりフィンランド湾沿岸のスウェーデン領が正式にロシアに編入された。
1725年に皇帝エカチェリーナ1世がサンクトペテルブルクに科学アカデミーを創設した。同年、人口が10万人を超えた。翌年ロシアがウィーン同盟に加盟したため、ロシアの仮想敵国はプロイセンだけとなった。1728年イスタンブールに印刷所が開設され、オスマン帝国の情報が黒海経由で科学アカデミーに集積され、ライン川へ送られた。1734年、英露通商条約。ロシアはオーストリア・ロシア・トルコ戦争 (1735年-1739年)でブルクハルト・クリストフ・フォン・ミュンニヒに軍政を委ね、アゾフ海とクリミア半島の奪取に成功した。
歴代ロシア皇帝は帝都サンクトペテルブルクの整備を続け、1754年には皇帝が冬の時期を過ごす宮殿として冬宮が完成し、ネフスキー大通りが整備され、冬宮を中心とした放射状の街並みが作られた。1757年には演劇アカデミーが創設された。エカチェリーナ2世の時代の1762年には冬宮の一角に後のエルミタージュ美術館の元となる展示室が開設された。1766年、再び英露通商条約を締結。1768年に貨幣改革をして、翌年1月にロシア初の紙幣であるアシグナツィアを流通させた。この年アムステルダムでロシア初の外債も発行した。このため市章はラバルムをモチーフとした。1779年、アシグナト銀行が設立された。ペテルブルクで銀行業務を行いながら、地方都市に割引事務所を開設した。1787年、仏露通商条約。
1800年、サンクトペテルブルクの人口が22万人に達する。フランス皇帝ナポレオン1世の侵攻による1812年の祖国戦争において第2の都市モスクワが壊滅したがサンクトペテルブルクは戦火には見舞われず、1817年、アシグナト銀行本体と割引事務所が母体となり、国立商業銀行が誕生した。1819年にはサンクトペテルブルク大学が創設された。1825年にはデカブリストの乱が起きたもののすぐに鎮圧された。1837年にはペテルブルクとツァールスコエ・セローとの間にロシア初の鉄道が建設された。この鉄道事業には、ベアリングス銀行とホープ商会が投資していた。1851年にはモスクワとサンクトペテルブルクを結ぶ鉄道が完成した。1860年、政府は国立商業銀行などを統合して、国立銀行を設立した。このときロスチャイルドのロシア投資を仲介するアレクサンドル・スティグリッツが初代総裁となった。1869年、人口は67万人になった。1873年当時のサンクトペテルブルクの様子は日本の岩倉使節団の記録である『米欧回覧実記』に詳しく記されている。

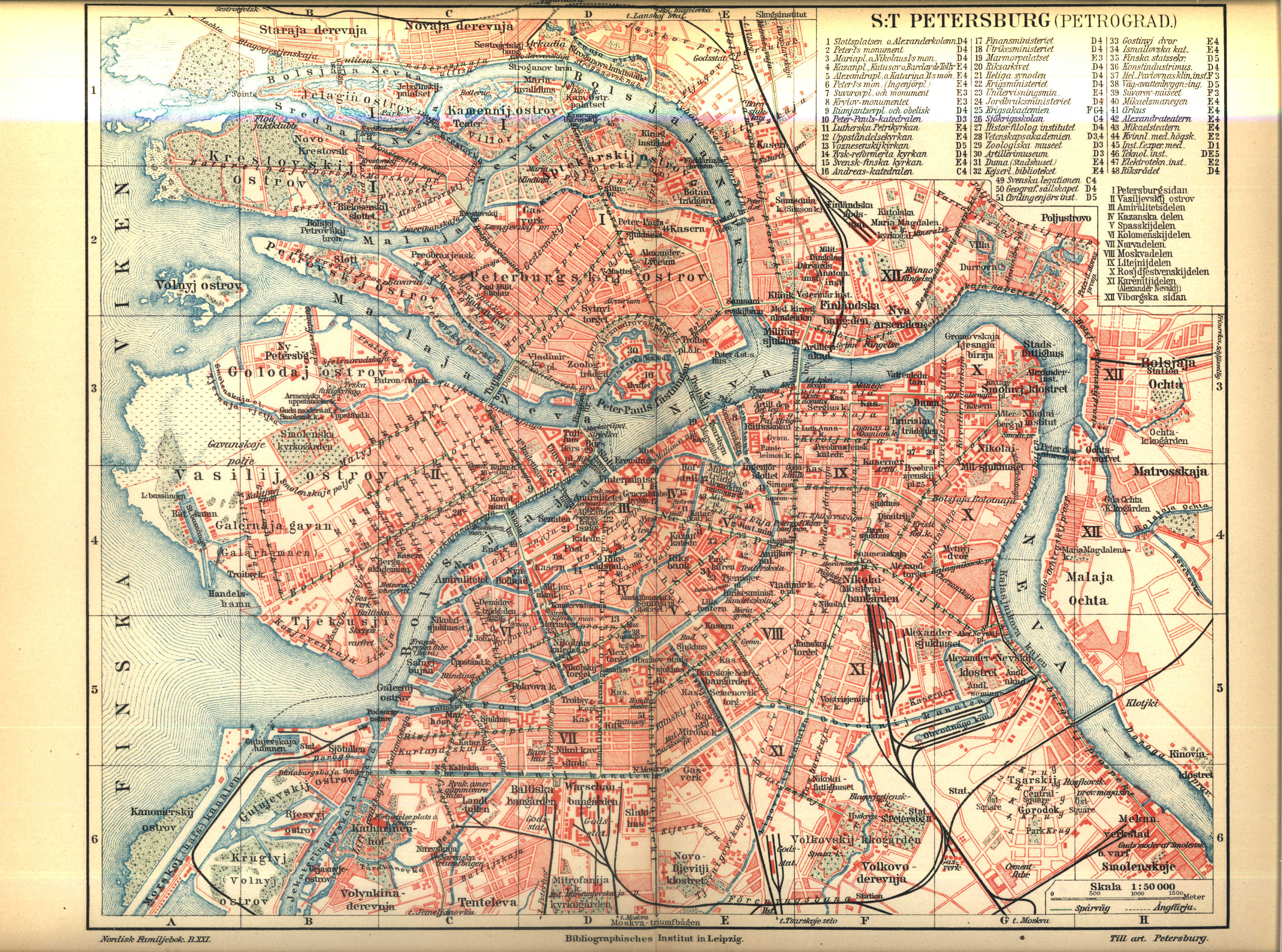
1910年時点におけるサンクトペテルブルクの地図

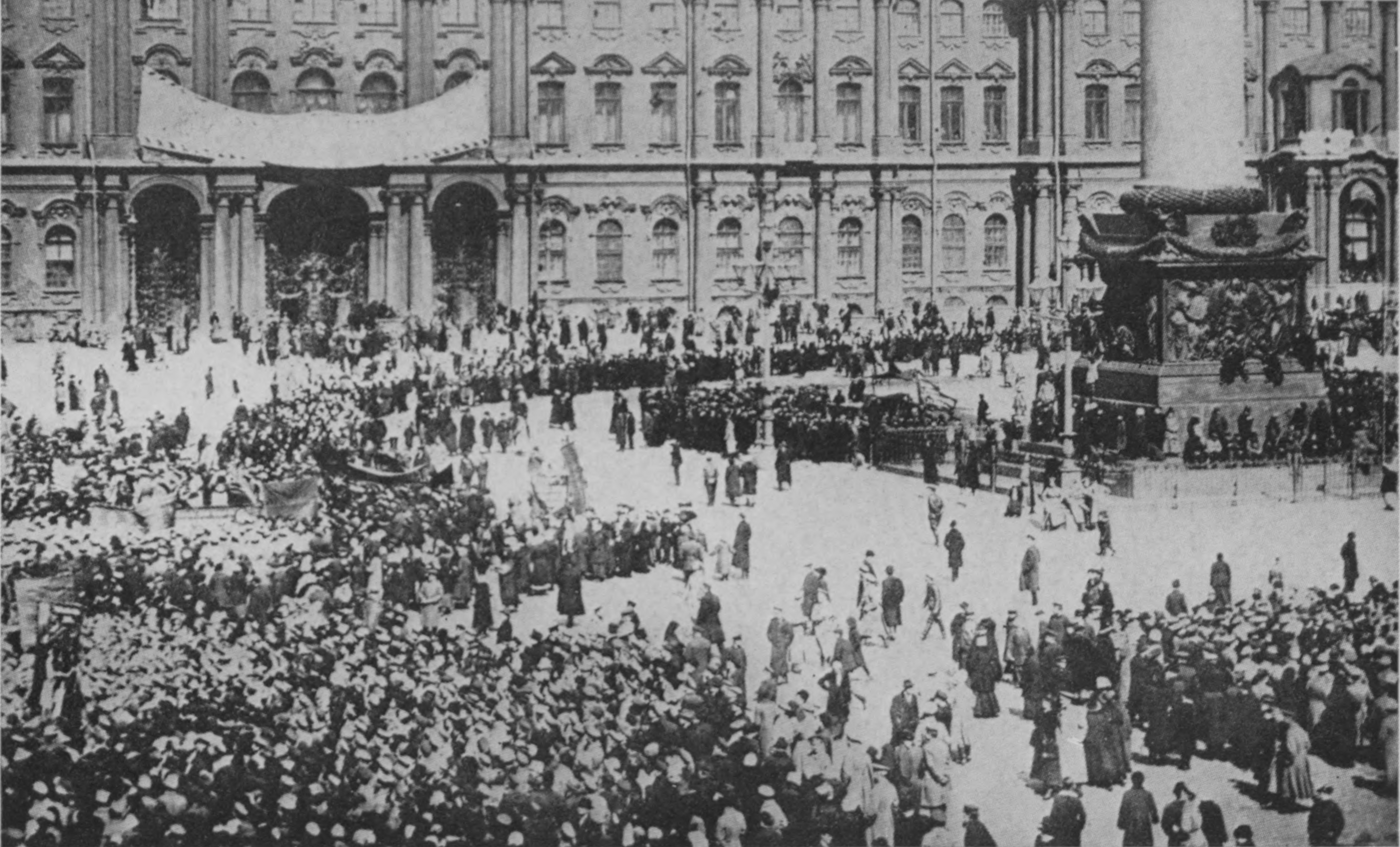
ロシア革命時、冬宮前に押し寄せる民衆

1894年、ロシアがドイツ帝国と通商条約を結んだ。1897年、国立銀行が中央銀行となる。1898年6月、国立銀行が露清銀行の新株を全部引き受けて、パリバの支配に対抗した。19世紀末には聖イサアク大聖堂や血の上の救世主教会など、現在でもサンクトペテルブルクの名所となっている建築物の多くはこの時期に建設された。また、サンクトペテルブルク市民の経済力も向上したため、ネフスキー大通りを中心に豪奢な建築物が立ち並ぶようになった。
1905年10月、サンクトペテルブルクでソビエトがゼネストを起こす。1907年、英露協商。1910年には人口は190万人に達していた。同年、露亜銀行が誕生した。この頃、株式商業銀行を含めたサンクトペテルブルクの銀行群がロシアの金融界で支配力を急速に増した。これらは露仏同盟などをきっかけに都市開発が進んだ結果である。1912-14年、ロシアの大銀行がパリ・ロンドンなどの国際金融市場へ支店・持株会社を設立した。1913年にもサンクトペテルブルクでゼネストが起きていた。

### ソビエト連邦時代

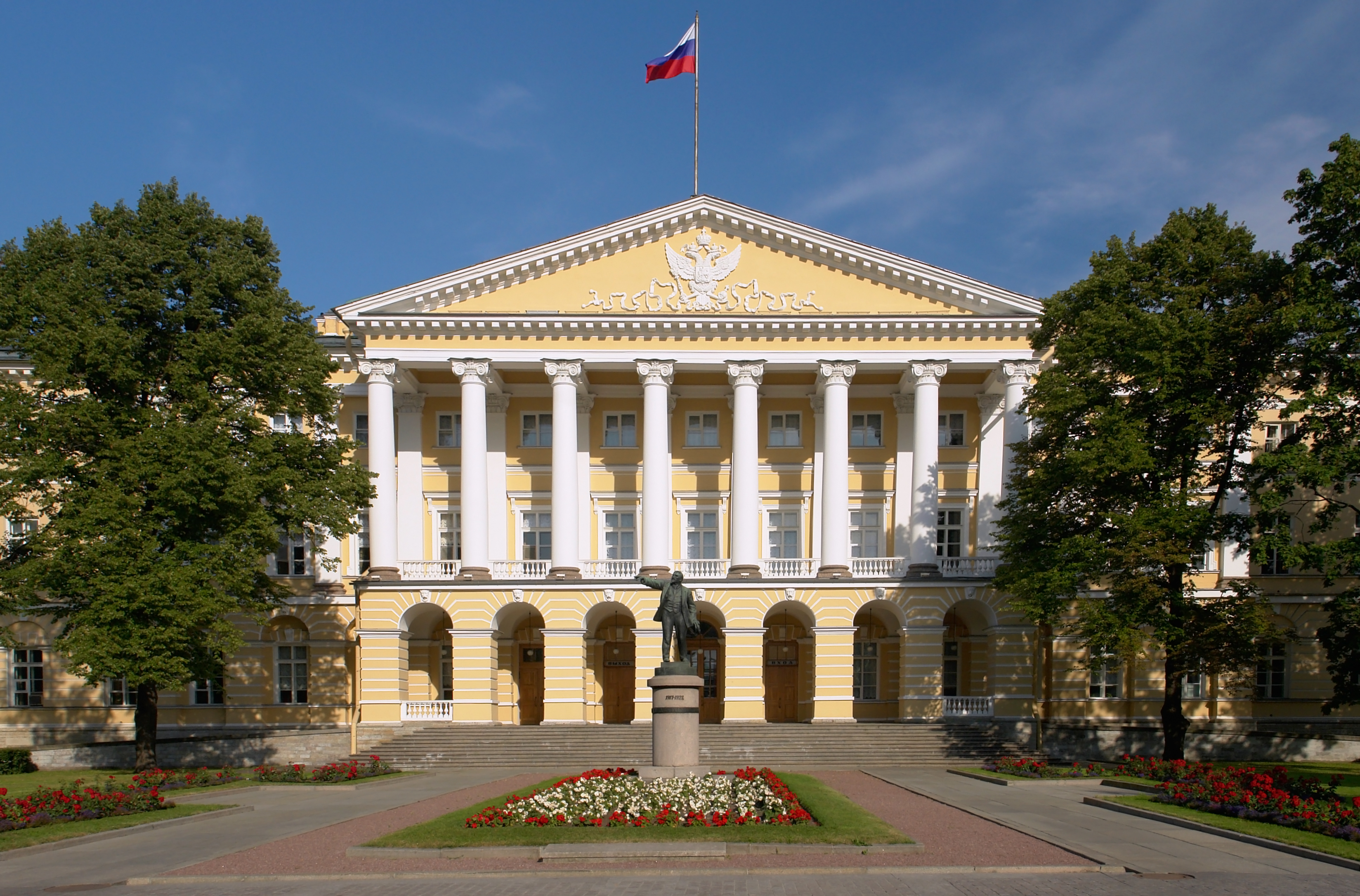
スモーリヌイ修道院 - ソビエト政権独立宣言がここで行われ、首都がモスクワに移されるまでソビエト政府の中枢であった

ロシア革命では二月革命・十月革命の2つの革命の中心地となり、武装蜂起によるボリシェヴィキの政権奪取やレーニンによる憲法制定会議の解散が起こった。その後、ソヴィエト政権は外国からの干渉軍の派遣を恐れ、首都を国境地帯に近いペトログラード（サンクトペテルブルク）からモスクワに移転。1922年にモスクワが正式に首都と定められたことで、サンクトペテルブルクは首都の地位を失った。1924年にロシア革命の指導者ウラジーミル・レーニンが死去すると、その功績を称えペトログラードは「レーニンの街」の意であるレニングラードに改名された。
レニングラードはフィンランドとの国境地帯に近いため、有事の際はフィンランド軍によって占領される危険性があった。そこでヨシフ・スターリンはフィンランドに対してレニングラード周辺のフィンランド領の割譲を要求したが、フィンランド政府がこの要求を断固拒否したため、1939年に冬戦争が勃発。当時のソ連軍とフィンランド軍の戦力差は絶望的であり、当初はソ連の圧勝かと思われたが、フィンランドは善戦し、ソ連軍は多大な犠牲を払うこととなった。しかし結局翌1940年にはレニングラード周辺地域の割譲をもって講和がなされ（モスクワ講和条約）、この戦争が中立的であったフィンランドの枢軸陣営への参加を招いた。第二次世界大戦中は、フィンランドとドイツ軍による約900日(872日)、足掛け4年にもわたる包囲攻撃を受けた（レニングラード包囲戦）。枢軸軍はレニングラード市民の戦意を挫くため街と外部の連絡を徹底的に絶ち、物資が途絶えた市中では飢餓により市民・軍人に多数の死者が発生したが、ソ連側はこの苦境を耐え抜き、最後までにレニングラードがドイツ・フィンランド軍の占領を受けることはなかった。その功績により、レニングラードは英雄都市の称号を与えられた。
戦後もレニングラードはソ連第二の都市として大きな存在感を持っており、その歴史的経緯や地理的要因から首都であり最大都市のモスクワとは違った文化や風土を維持した。また、レニングラードの共産党第一書記になることはソビエトの政治体制の中で重要な位置を占めることと同義であり、クレムリンでの権力闘争でも大きな影響力を持つことになった。なお、ロシア革命以降でレニングラード（サンクトペテルブルク）出身者がロシアのトップに登り詰めたのはソ連崩壊後の2000年にロシア大統領に選ばれたウラジーミル・プーチンが初めてである。

### ロシア連邦成立後
1998年に周辺の8市17町（ツァールスコエ・セローがあるプーシキン市やクロンシュタット等）を編入し、市域が拡大した。2008年5月に首都モスクワから憲法裁判所が移転し、サンクトペテルブルクはロシアの首都機能の一部を担うこととなった。2006年には第32回主要国首脳会議（G8サミット）、2013年にG20が開かれている。会場はストレルナのコンスタンチン宮殿。
2013年よりラフタ・センターという、高層ビルを含む5つの建物で構成される複合施設が市の郊外に建設されている。高層ビルは高さ462mに達しており、完成すればロシア及びヨーロッパでもっとも高いビルとなる。
2019年10月1日より、電子査証によるサンクトペテルブルクおよびレニングラード州への訪問が可能となった。

## 気候
ケッペンの気候区分では亜寒帯の亜寒帯湿潤気候または湿潤大陸性気候 (Dfb) に属する。北緯60度と非常に高緯度にあるため、5月半ばから7月半ばの2ヶ月間は昼が長く、日の入り後、日の出前も薄明の時間が長い。その一方で、冬の日照時間は非常に短い。冬の寒さは暖流の影響でロシア内陸部やモスクワよりは温和であるが、－25度前後の日々が一週間程度続くことも珍しくない。年間降雪量は297cmほどと欧州の都市のなかでは多い。高緯度に位置するため、可照時間が増えてくる2月が最寒月である。過去最低気温は1883年の−35.9度、過去最高気温は2010年8月の37.1度である。
| サンクトペテルブルク（1991～2020）の気候 | サンクトペテルブルク（1991～2020）の気候 | サンクトペテルブルク（1991～2020）の気候 | サンクトペテルブルク（1991～2020）の気候 | サンクトペテルブルク（1991～2020）の気候 | サンクトペテルブルク（1991～2020）の気候 | サンクトペテルブルク（1991～2020）の気候 | サンクトペテルブルク（1991～2020）の気候 | サンクトペテルブルク（1991～2020）の気候 | サンクトペテルブルク（1991～2020）の気候 | サンクトペテルブルク（1991～2020）の気候 | サンクトペテルブルク（1991～2020）の気候 | サンクトペテルブルク（1991～2020）の気候 | サンクトペテルブルク（1991～2020）の気候 |
| 月                                       | 1月                                      | 2月                                      | 3月                                      | 4月                                      | 5月                                      | 6月                                      | 7月                                      | 8月                                      | 9月                                      | 10月                                     | 11月                                     | 12月                                     | 年                                       |
| ---------------------------------------- | ---------------------------------------- | ---------------------------------------- | ---------------------------------------- | ---------------------------------------- | ---------------------------------------- | ---------------------------------------- | ---------------------------------------- | ---------------------------------------- | ---------------------------------------- | ---------------------------------------- | ---------------------------------------- | ---------------------------------------- | ---------------------------------------- |
| 最高気温記録 °C （°F）                   | 8.7 (47.7)                               | 10.2 (50.4)                              | 15.3 (59.5)                              | 25.3 (77.5)                              | 33.0 (91.4)                              | 35.9 (96.6)                              | 35.3 (95.5)                              | 37.1 (98.8)                              | 30.4 (86.7)                              | 21.0 (69.8)                              | 12.3 (54.1)                              | 10.9 (51.6)                              | 37.1 (98.8)                              |
| 平均最高気温 °C （°F）                   | −3.1 (26.4)                              | −2.4 (27.7)                              | 2.3 (36.1)                               | 9.5 (49.1)                               | 16.3 (61.3)                              | 20.5 (68.9)                              | 23.3 (73.9)                              | 21.4 (70.5)                              | 15.9 (60.6)                              | 8.7 (47.7)                               | 2.8 (37)                                 | −0.5 (31.1)                              | 9.1 (48.4)                               |
| 日平均気温 °C （°F）                     | −4.8 (23.4)                              | −5.0 (23)                                | −1.0 (30.2)                              | 5.2 (41.4)                               | 11.5 (52.7)                              | 16.1 (61)                                | 19.1 (66.4)                              | 17.4 (63.3)                              | 12.4 (54.3)                              | 6.2 (43.2)                               | 0.9 (33.6)                               | −2.5 (27.5)                              | 6.29 (43.33)                             |
| 平均最低気温 °C （°F）                   | −7.2 (19)                                | −7.6 (18.3)                              | −4.0 (24.8)                              | 1.7 (35.1)                               | 7.2 (45)                                 | 12.2 (54)                                | 15.3 (59.5)                              | 13.9 (57)                                | 9.4 (48.9)                               | 4.1 (39.4)                               | −0.9 (30.4)                              | −4.5 (23.9)                              | 2.7 (36.9)                               |
| 最低気温記録 °C （°F）                   | −35.9 (−32.6)                            | −35.2 (−31.4)                            | −29.9 (−21.8)                            | −21.8 (−7.2)                             | −6.6 (20.1)                              | 0.1 (32.2)                               | 4.9 (40.8)                               | 1.3 (34.3)                               | −3.1 (26.4)                              | −12.9 (8.8)                              | −22.2 (−8)                               | −34.4 (−29.9)                            | −35.9 (−32.6)                            |
| 降水量 mm （inch）                       | 46.4 (1.827)                             | 35.8 (1.409)                             | 35.6 (1.402)                             | 36.9 (1.453)                             | 47.1 (1.854)                             | 69.0 (2.717)                             | 83.7 (3.295)                             | 86.5 (3.406)                             | 57.2 (2.252)                             | 63.6 (2.504)                             | 56.3 (2.217)                             | 50.8 (2)                                 | 668.9 (26.336)                           |
| 出典：Pogoda.ru.net                      |                                          |                                          |                                          |                                          |                                          |                                          |                                          |                                          |                                          |                                          |                                          |                                          |                                          |

## 行政

サンクトペテルブルク市行政区

### 行政区
サンクト・ペテルブルクには、18の行政区が設置されている。
1. アドミラルティ区（Адмиралтейский）
2. ワシリエオストロフ区（Василеостровский、ワシリエフスキー島など）
3. ヴィボルグ区（Выборгский）
4. カリーニン区（Калининский）
5. キーロフ区（Кировский）
6. コルピノ区（Колпинский）
7. クラスノグヴァールジェイスク区（Красногвардейский）
8. クラスノセルスク区（Красносельский）
9. クロンシュタット区（Кронштадтский）
10. クロールト区（Курортный）
11. モスクワ区（Московский）
12. ネヴァ区（Невский）
13. ペトログラード区（Петроградский）
14. ペトロドヴォレツ区（Петродворцовый）
15. プリモルスク区（沿海区）（Приморский）
16. プーシキン区（ロシア語版）（Пушкинский）
17. フルンゼ区（Фрунзенский）
18. 中央区（Центральный）

## 経済

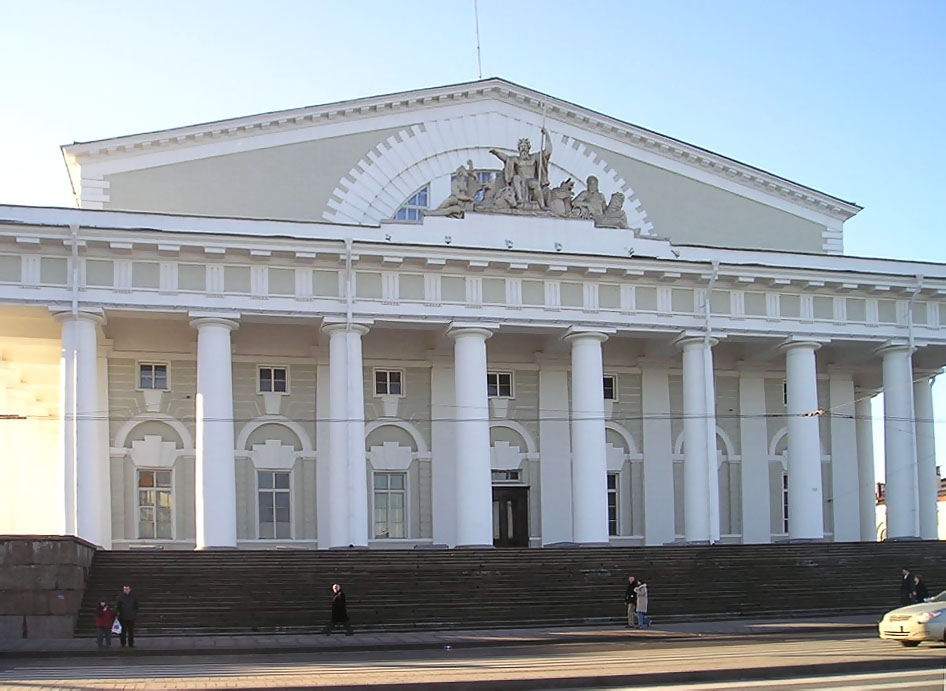
旧サンクトペテルブルク証券取引所（現在は中央海軍博物館）

サンクトペテルブルクはロシアを代表する大港湾都市、大工業都市である。造船業を初めとして、電気機器、工作機械・工具類、農業機械、化学工業、製紙、家具、繊維・衣類、食品加工、タバコ、皮革など多くの工業が発達している。大規模なコンテナ埠頭があり、クルーズ船用の旅客ターミナルも備えている。
サンクトペテルブルクは1703年に都市建設を開始して以来、外国資本を積極的に受け入れて街を発展させてきた歴史があり、帝政ロシア時代にはドイツやオランダの商人が拠点を置き、貿易を行っていた。ソビエト時代には停滞したが、近年は外資の進出が盛んであり、トヨタの自動車工場が建設された。ドイツの影響で、ロシア随一のビールの生産地となっている。

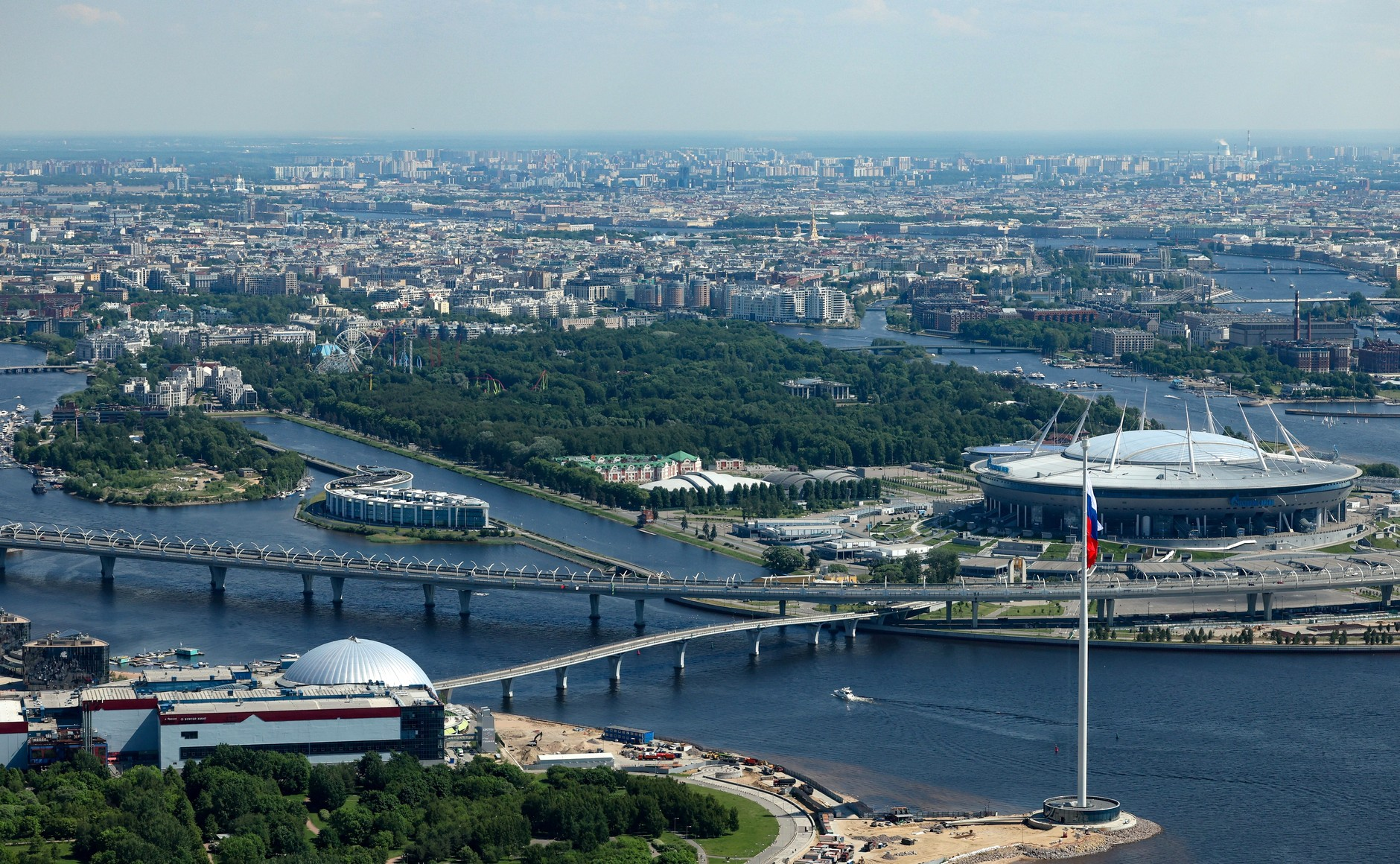
ガスプロム・アリーナと市街地
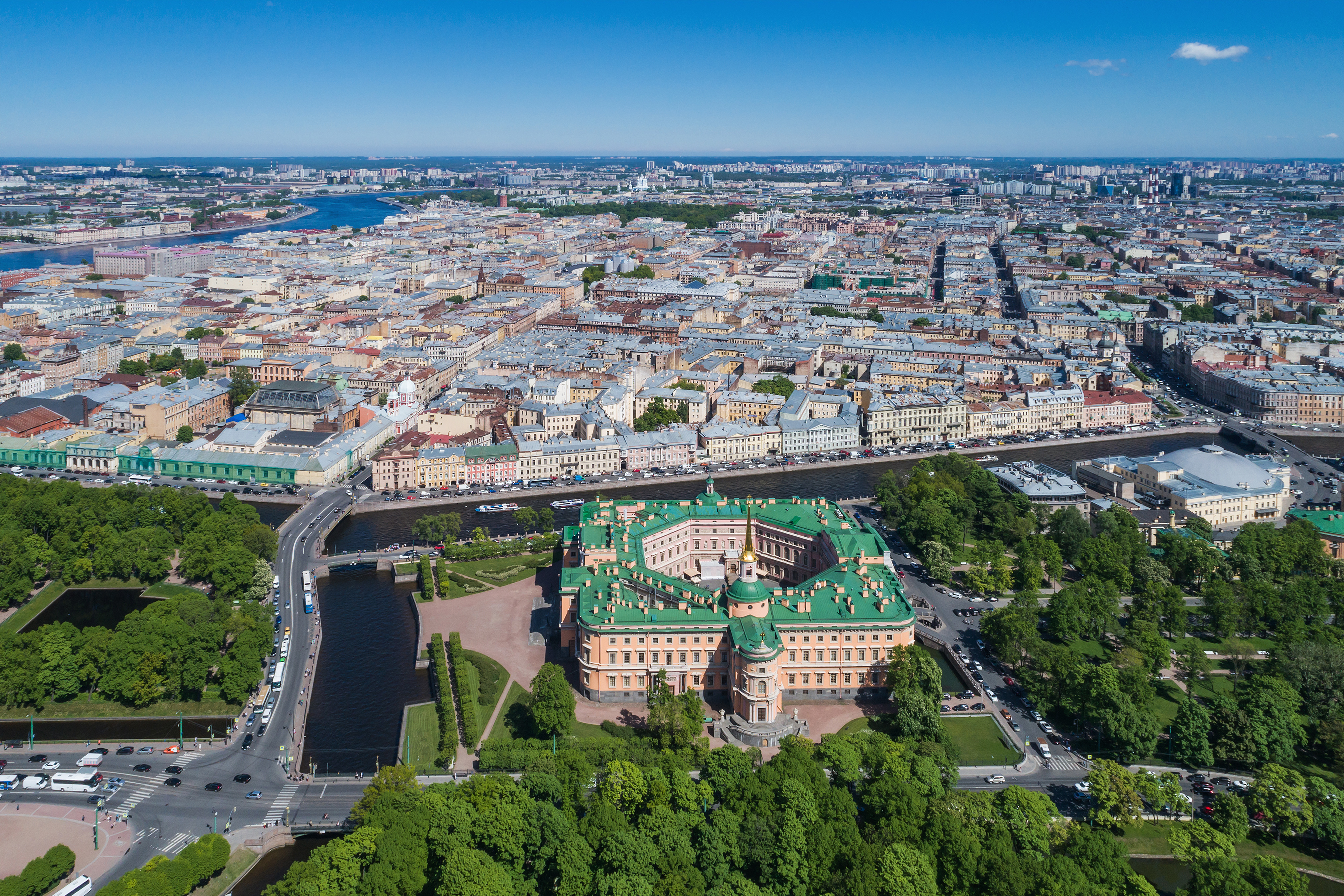
ミハイロフスキー城と市街地
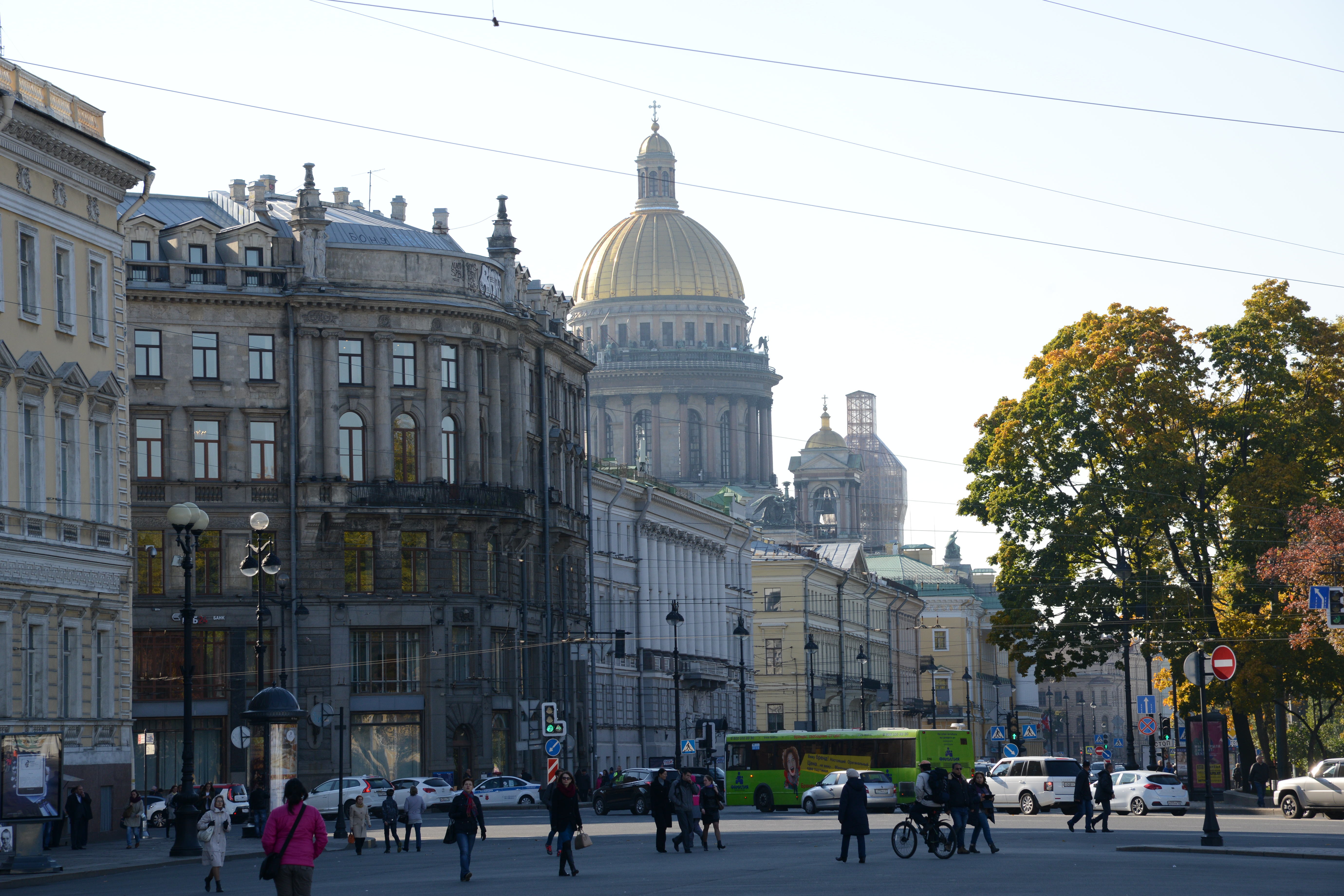
アドミラルチェイスキー通り
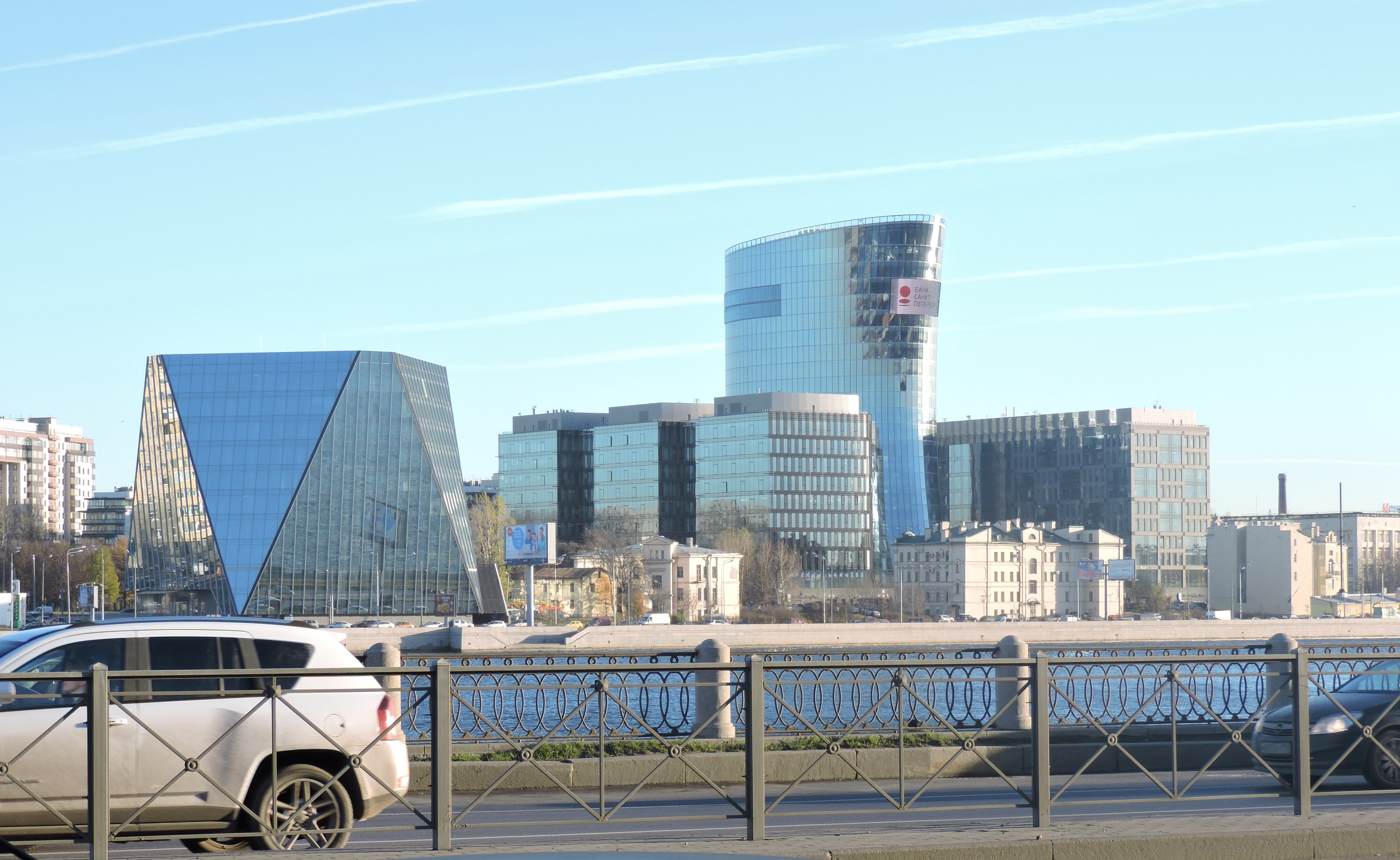
マクロクチンスキー通り沿いの金融街
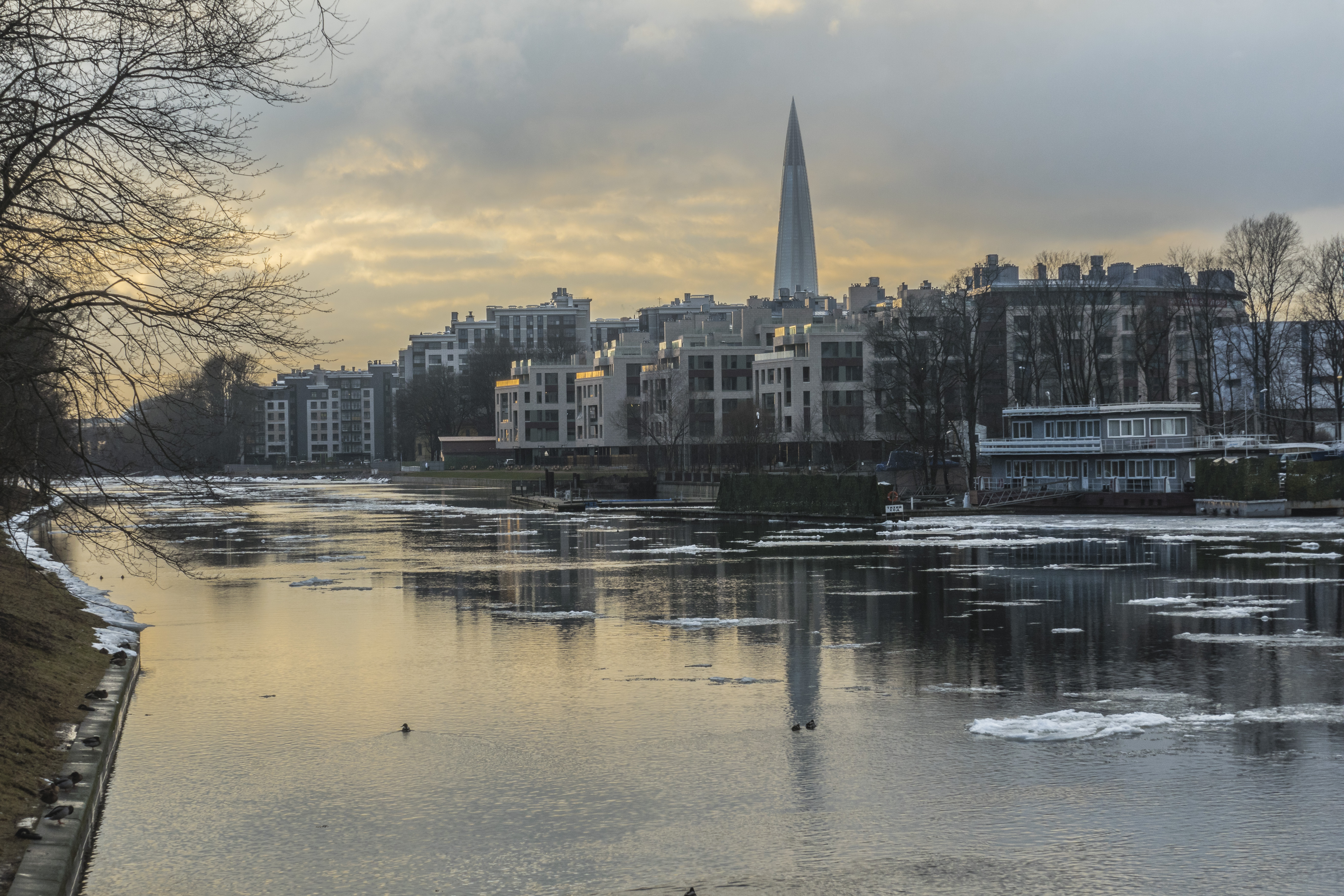

## 文化

### 文学
サンクトペテルブルクは、ピョートル大帝による建都以来ロシア最大の文化都市として発展してきた。そのため、特に帝政時代にはこの都市を舞台に多くの文化人が活動し、詩や小説などの題材としても扱われてきた。『青銅の騎士』を物した詩人で作家のアレクサンドル・プーシキン、いわゆる「ペテルブルクもの」を物したウクライナ出身の作家ニコライ・ゴーゴリ、『罪と罰』を物したフョードル・ドストエフスキーなどがその代表である。また、イワン・ツルゲーネフの作品にも描かれるように帝政時代のモスクワはひどい「田舎」扱いされており、ペテルブルクで活躍することこそがエリートの絶対条件であると看做されていた。音楽家や画家もペテルブルクで活動するのが基本であり、特に帝政末期ペテルブルク以外で活動するようになった芸術家の一派は「移動派」と呼ばれた（ペテルブルク以外を巡業する派ということ）。こうしたことから、ペテルブルク市民はこの都市の高い文化水準に誇りを持っているとされている。

### 音楽

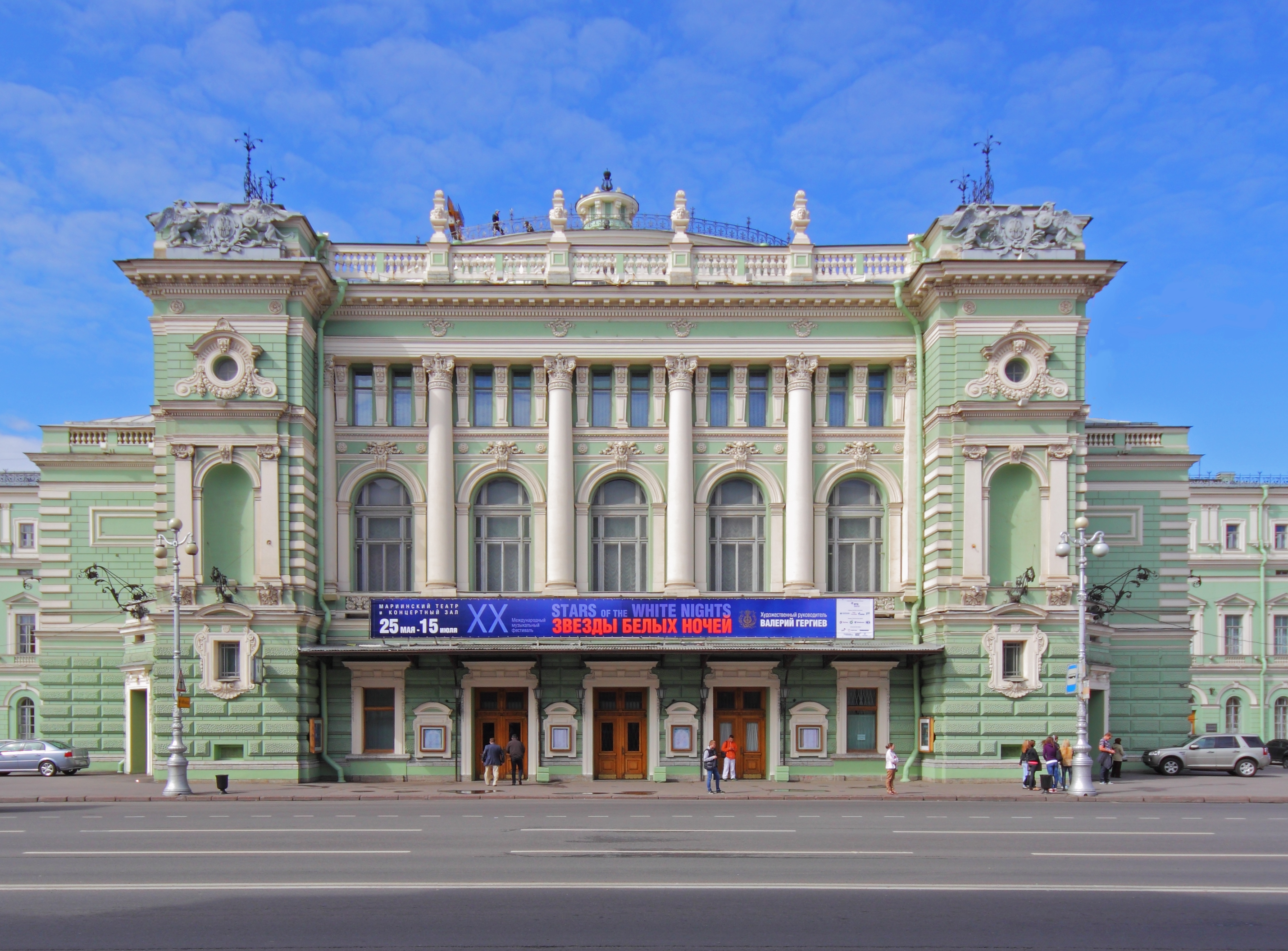
マリインスキー劇場

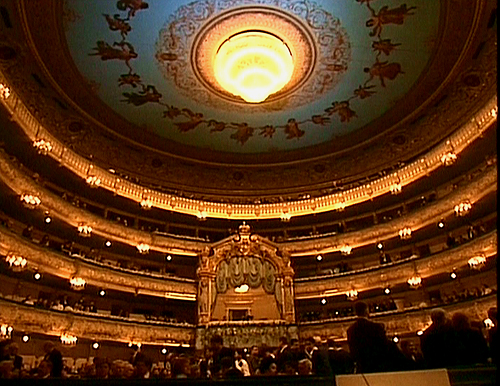
マリインスキー劇場のメインホール

- サンクトペテルブルク・フィルハーモニー交響楽団
  - エフゲニー・ムラヴィンスキーが指揮していた時代には、世界有数の実力を誇るオーケストラと言われた。旧称「レニングラード・フィルハーモニー交響楽団」。
- マリインスキー劇場
  - 20年間に渡り音楽監督を務めているヴァレリー・ゲルギエフのもと、現在のロシアで最も評価の高いオペラハウスに成長。オペラ・バレエだけでなくコンサート（同劇場管弦楽団として）においてもレベルの高い演奏を続けている。現在でも旧称の「キーロフ歌劇場管弦楽団」名義で販売されているCDが少なからずあることから、旧称で当該楽団を知る向きも多い。
- ウィンナワルツの作曲家として知られるヨハン・シュトラウス2世は、1856年から連続して1865年までと、1869年、それに晩年の1886年の夏にペテルブルクやその近郊の街であるツァールスコエ・セロー（現在のプーシキン）やパヴロフスクを訪れ、特にバヴロフスクの駅舎コンサートではロシア人聴衆を前に多数のワルツやポルカの数々を相次いで発表し、当地で熱狂的な支持と歓迎を得た。シュトラウス2世自身も滞在先のロシアからウィーンの友人に宛てたある手紙の中で「生きるならロシアに限ります。ここには多くの金がある。金がある所にこそ生きがいがあるのです！」と述べている。ロシア滞在時代には多くのセンチメンタルな作品が書かれ、多くはロシアの民謡を直接に取り入れた作品や、ロシア的内容の濃い作品が多く目に留まる。なお、ヨハン2世の弟のヨーゼフ・シュトラウスも1862年と1869年の夏に兄のヨハン2世夫妻に随行する形でロシアを訪問した。パヴロフスクの駅舎で自作自演し、公式にロシア・デビューを果たした。
  - 1857年には、当時のサンクト・ペテルブルクの上流社会に因んで流行のフランス語でタイトルが与えられた、印象的な内容のカドリーユ『ル・ボー・モンド（＝美しい世界）』op.199が誕生し、さらに翌1858年には、渋いチェロの独奏で開始される穏やかな内容のワルツ<サンクト・ペテルブルクとの別れ> op.210が作曲された。1859年にはコーダ部分で嵐の情景の様を効果的に描いた力作ワルツ＜旅の冒険＞op.227が作曲された。1860年には素朴ながらも感傷的なロシア情緒が交錯する幾分悲劇的な転調で変化を見せる内容の<宝石のポルカ> op.242や、「北のヴェネツィア」という異名の由来となった、ネヴァ川にちなんで1864年の夏に滞在先のロシアで偶然に書かれたとされる愛らしく無邪気な内容の<ネヴァ川ポルカ> op.288などの作品がロシアで作曲された。これらの他にもロシア風な特徴を持つ多数の作品群がヨハン・シュトラウス2世の作品表上にはある。どのロシア時代の作品も傑作と呼ぶべき密度の濃い作品が揃っており、それらの大半は今日、演奏される機会にほとんど恵まれず埋もれた状況となっている。
- サンクトペテルブルク国立アカデミーカペラ - 15世紀に皇帝イヴァン3世がモスクワに創設した合唱団をルーツとし、18世紀初頭にサンクトペテルブルクに創設[16]。

### メディア
サンクトペテルブルクの新聞には、レニングラード州最大の新聞である「ヴェースチ」や、市内最大の新聞である「サンクトペテルブルクスキエ・ヴェードモスチ」をはじめ、他にも「ノーヴァヤ・ガゼータ」や「コムソモーリスカヤ・プラーヴダ・ペテルブルク」、「セントピーターズバーグ・タイムズ」、テレビ・ラジオ番組専門の「テレヴィディェールニエ・ラジオ」などが存在する。また、テレビとラジオの番組表は土曜日の「ヴェースチ」紙、または「テレヴィディェールニエ・ラジオ」週刊誌などに、翌週（月～日）のを掲載している。
サンクトペテルブルクのテレビは、ペールヴイ（第一）、ロシア1、5 カナール（5 チャンネル）、NTVなど、12チャンネル程度ある。ラジオは、ラジオ・ロシア・サンクトペテルブルク（66.3 MHz、）や、ラジオTRKペテルブルク（69.47 MHz）、ムジカールノエ・ラジオ・オルフェイ（）、サンクトペテルブルクで生まれたステーションである「Peter FM 100.9」などが存在している。

### スポーツ
サンクトペテルブルクに本拠地を置くプロサッカークラブとして、FCゼニト・サンクトペテルブルクが存在している。ホームスタジアムは、2018年ロシアW杯でも使用されたガスプロム・アリーナ。ロシア・プレミアリーグに属しており、「UEFAカップ 2007-08」や「2008 UEFAスーパーカップ」で優勝を果たすなど、ヨーロッパの舞台においても顕著な成績を収めている。また、あまり知られてはいないが、ゼニト以外にもロシア・セカンドディビジョン（3部）に属するFKディナモ・サンクトペテルブルクというクラブも存在する。
サッカー以外の他の競技では、アイスホッケーチームのSKAサンクトペテルブルク（KHL）の本拠地でもある。また、チェスでは1914年に「チェス大会」が開催された際、賞金の一部を寄付したニコライ2世が決勝進出者の5名（ラスカー、カパブランカ、アレヒン、タラッシュ、マーシャル）に与えた称号がグランドマスターの原型である。

## 観光
運河が縦横に巡る美しい街並みを有することから、「水の都」として名高いヴェネツィアにちなんで「北のヴェネツィア」の異名を持つ。
街の中心は、旧海軍省からアレクサンドル・ネフスキー大修道院にいたる街の目抜き通りのネフスキー大通りで、サンクトペテルブルクを代表する建築物や観光名所が立ち並び、多くの観光客が訪れる。

サンクトペテルブルクの観光名所の多くがユネスコの世界遺産に登録されている。

### 美術館
- エルミタージュ美術館（冬宮殿）
- ロシア美術館
- ロシア民族誌博物館

### 教会・寺院・修道院
- 聖イサアク大聖堂（イサク聖堂）
- 血の上の救世主教会
- カザン聖堂
- アレクサンドル・ネフスキー大修道院
- スモーリヌイ修道院（英語版）
- カトリック聖カタリナ教会
- ルーテル聖ペテロ教会

### その他の建造物
- サンクトペテルブルクテレビタワー
- タヴリーダ宮殿
- タヴリーチェスキー庭園
- ペトロパヴロフスク要塞
- マリインスキー宮殿
- マリインスキー劇場
- クンストカメラ
- エカテリーナ宮殿（ツァールスコエ・セロー）
- ピョートル大帝の夏の宮殿（英語版）（ペテルゴフ）
- 青銅の騎士
- ペトロフスキ・スタジアム
- ニコラエフスキー宮殿
- 巡洋艦アヴローラ
- シュヴァロフスキー公園
- ボリショイ・サンクトペテルブルク国立サーカス
- ノーヴァヤ・ゴランディヤ
- ワグネル・グループ本部

### 年中行事
- 赤い帆祭り

## 教育

### 大学
歴史ある、多数の高等教育機関がある。

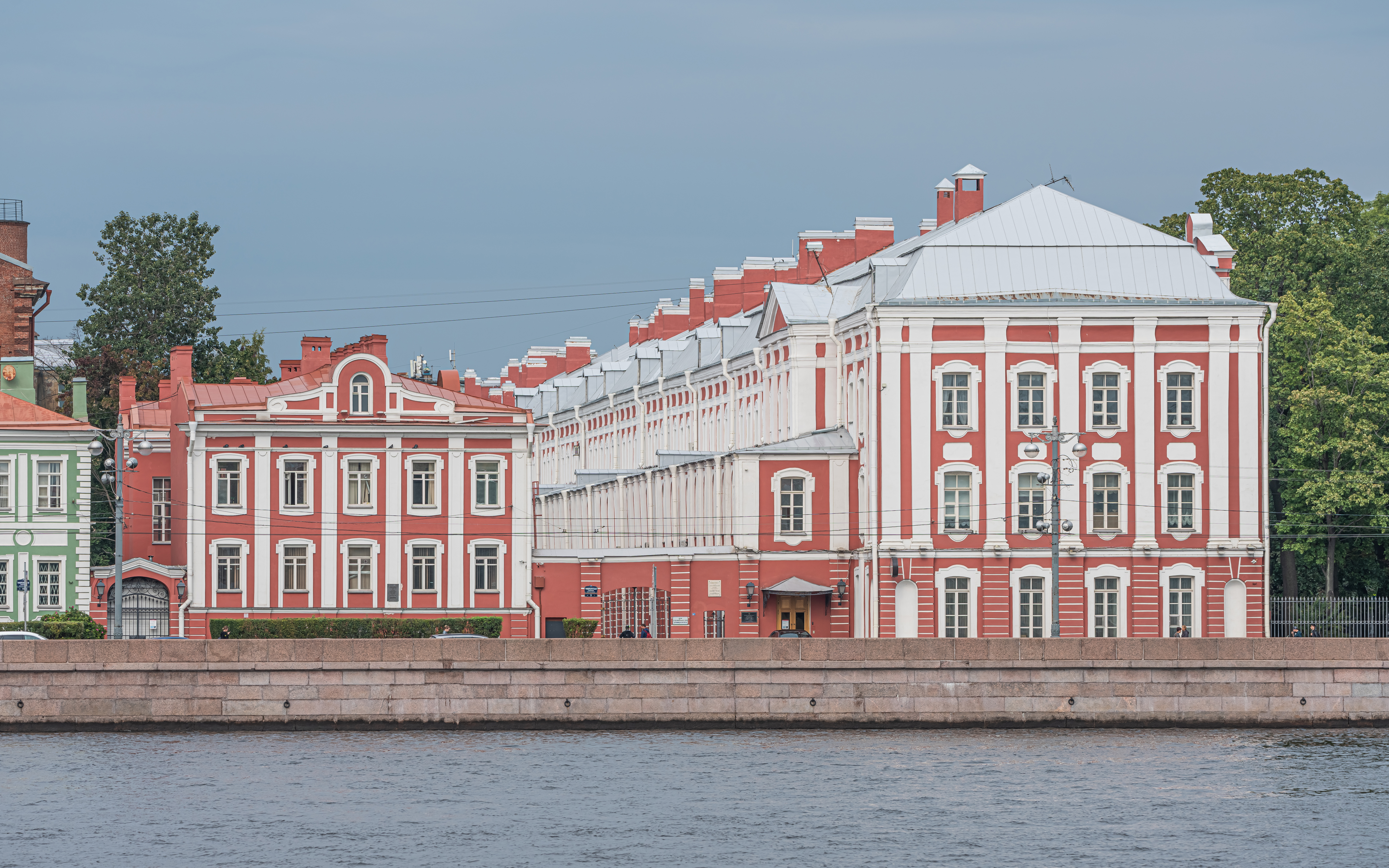
サンクトペテルブルク国立大学

- サンクトペテルブルク国立大学（1724年創立）
- ワガノワ・ロシア・バレエ学院（en:Vaganova Academy of Russian Ballet、1738年）
- サンクトペテルブルク美術大学（1757年、レーピン記念）
- サンクトペテルブルク国立鉱山大学（1773年）
- ロシア国立教育大学（1797年）
- サンクトペテルブルク国立工業大学（ロシア語版、英語版）（1828年）
- サンクトペテルブルク音楽院（1862年、リムスキー=コルサコフ記念）
- サンクトペテルブルク国立医科大学（1897年）
- サンクトペテルブルク工科大学（1899年）
- サンクトペテルブルク舞台芸術学院（1899年）
- サンクトペテルブルク国立医学院（1907年）
- ゲルツェン記念ロシア国立教育大学（ロシア語版） (1918)
- サンクトペテルブルク国立経済大学（1930年）

### 研究所
- クルィロフ国立研究所 (1894年)
- 植物栽培研究所 (1921年)
- ヨッフェ物理学技術研究所 (1918年)
- 東洋学研究所 (1818年)

## 交通

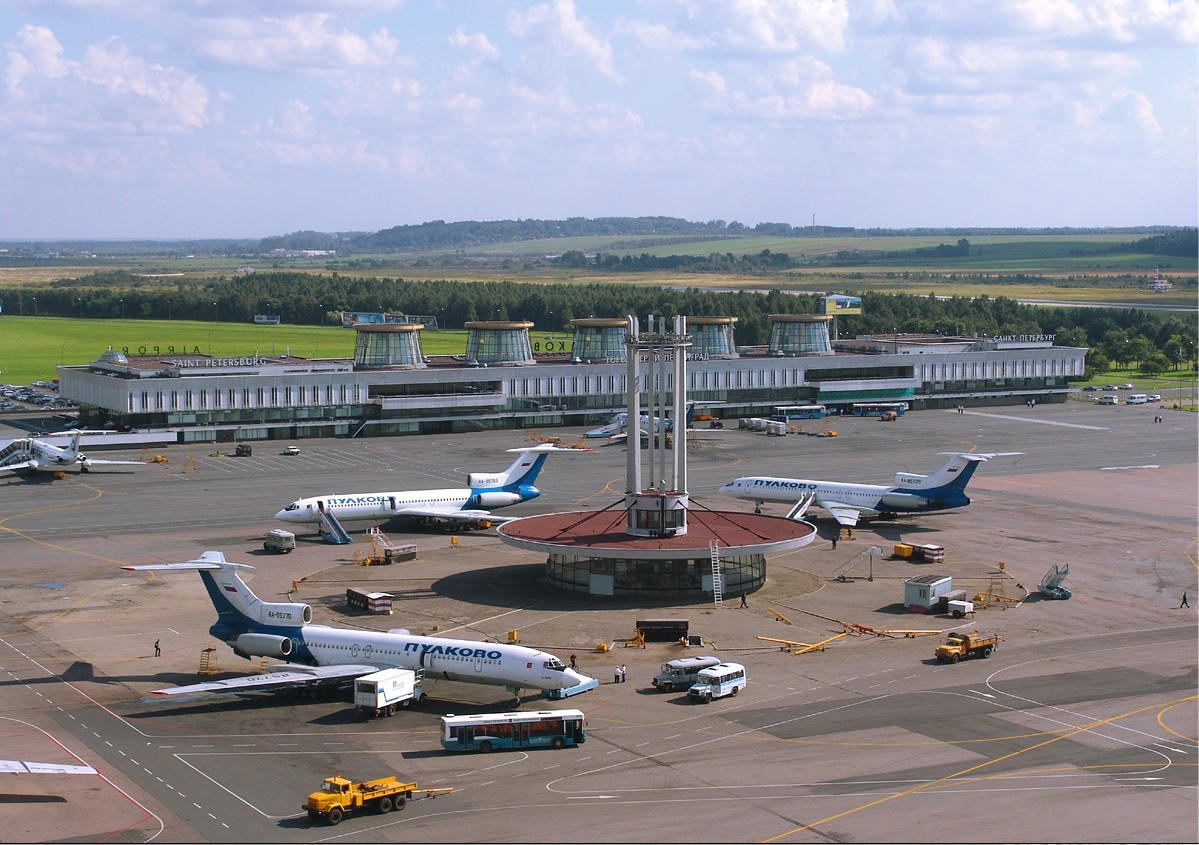
プルコヴォ空港

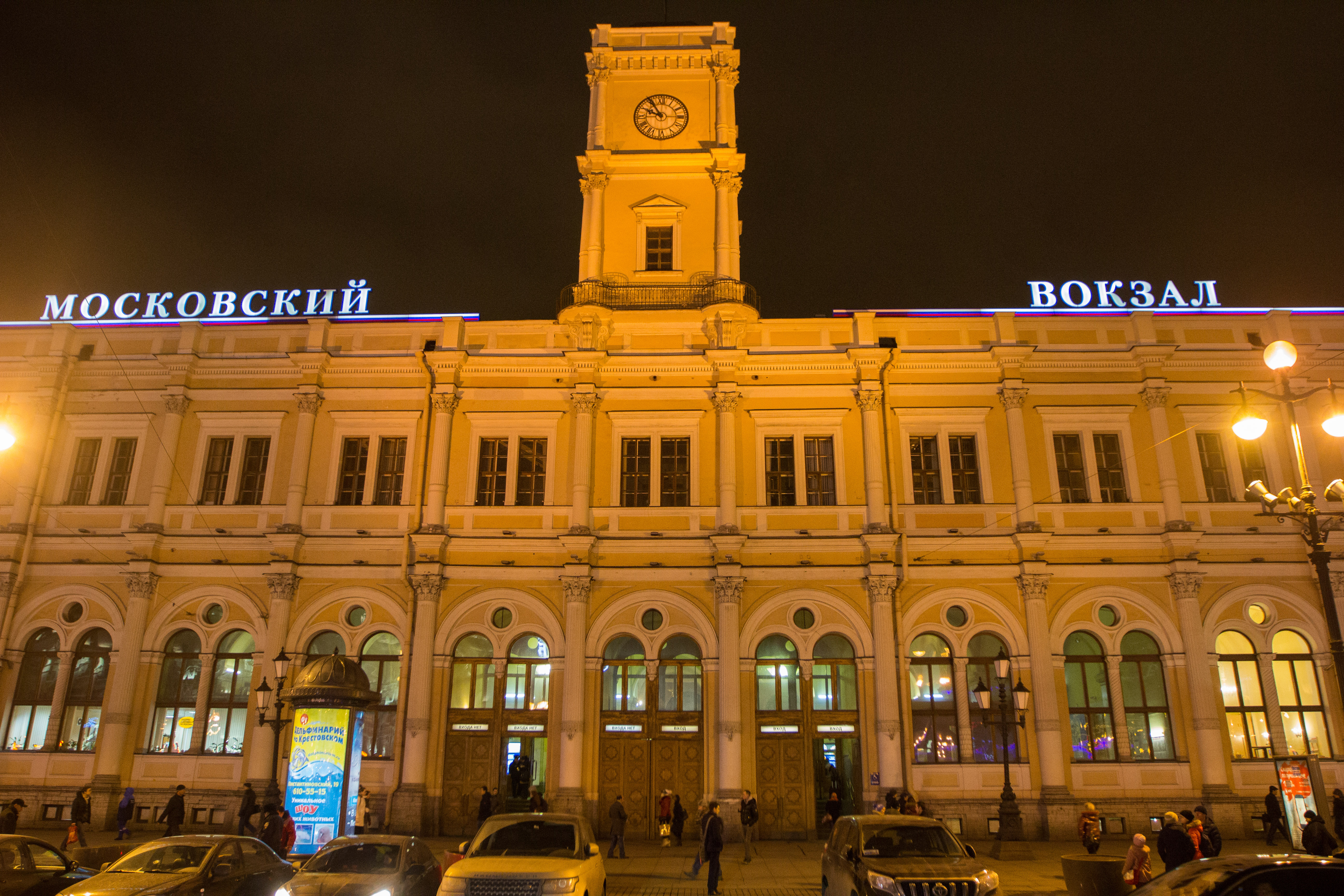
モスコーフスキー駅

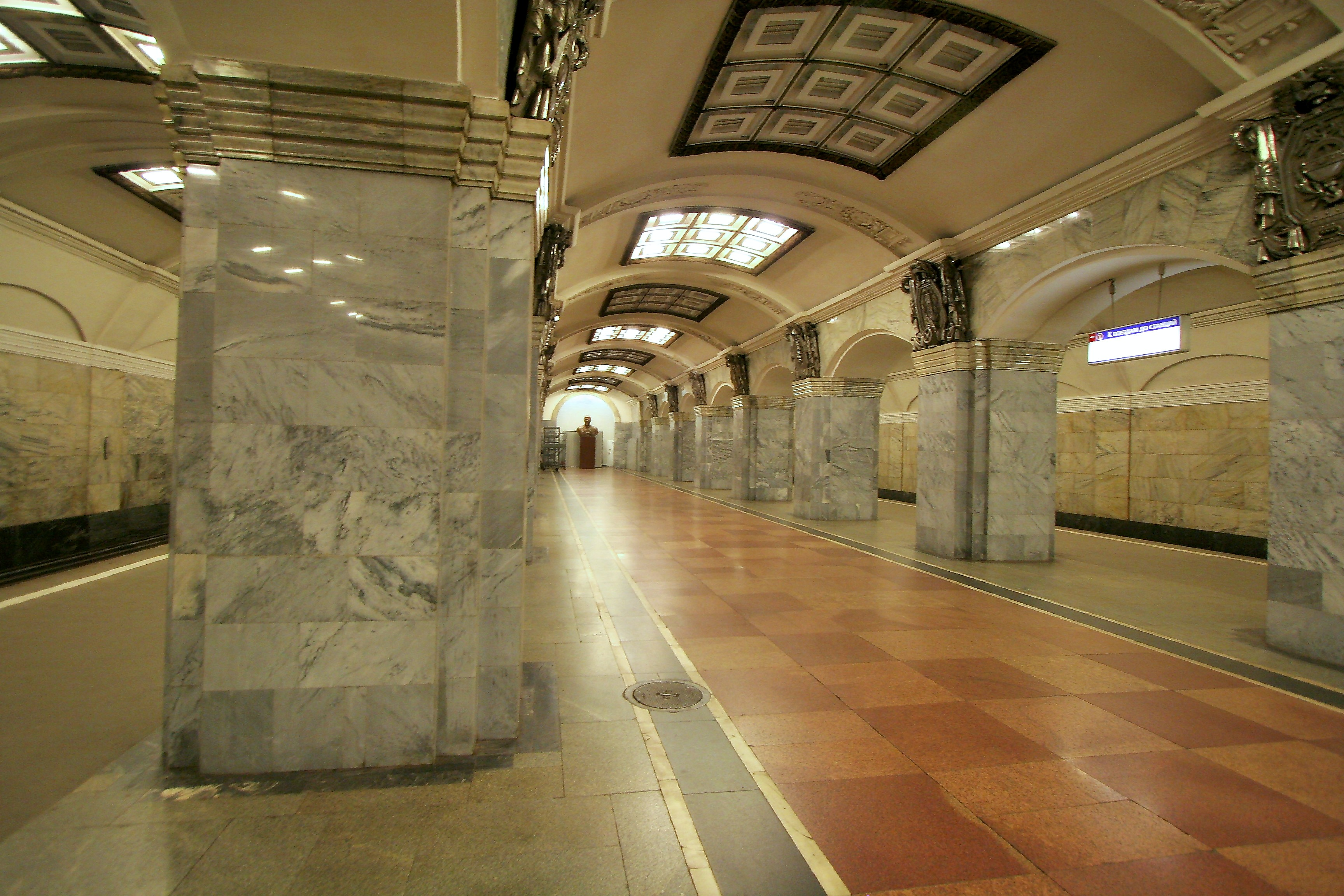
地下鉄キーロフスキー・ザヴォート駅

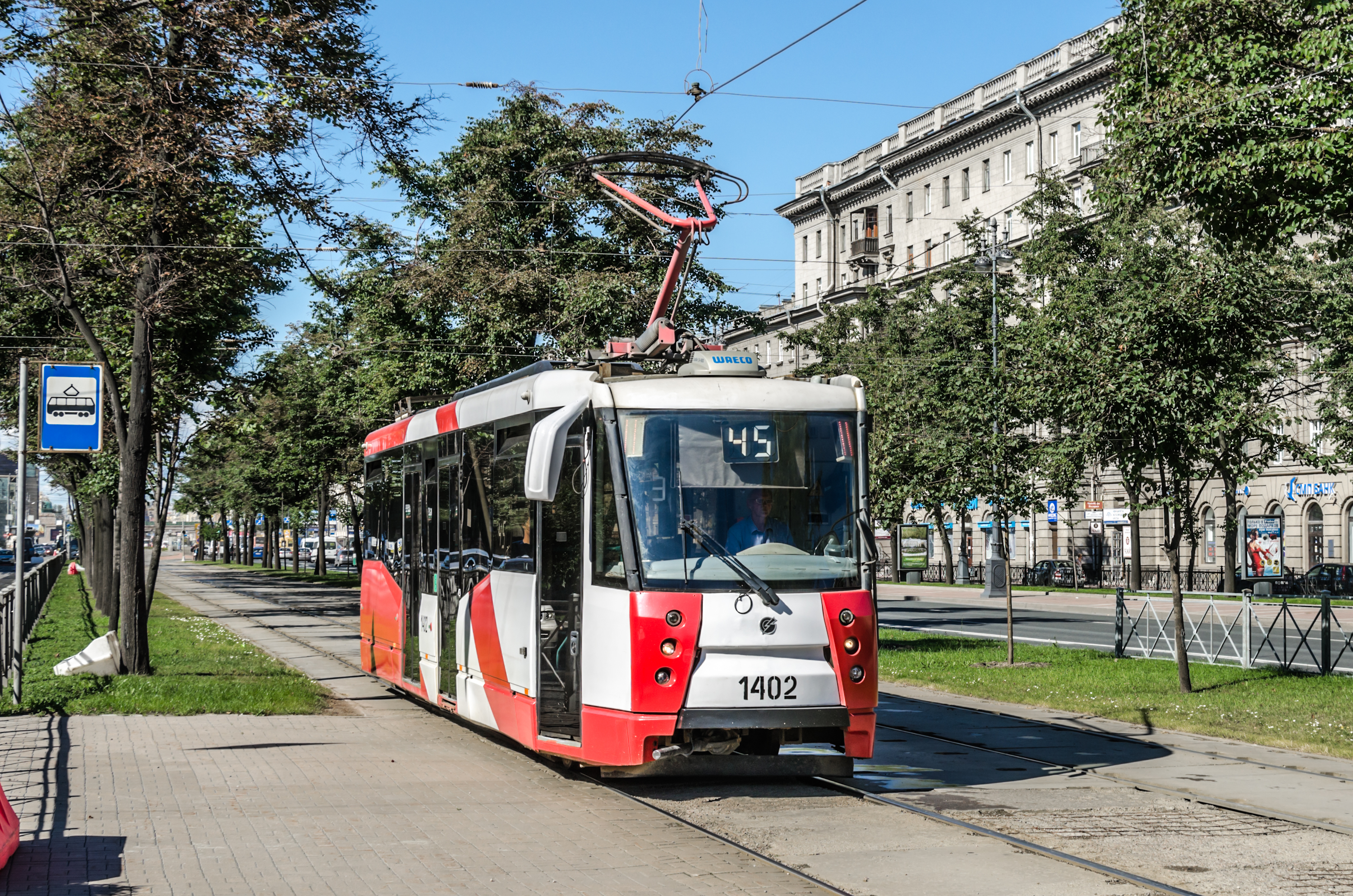
LM-2008形路面電車

### 空港
市の中心部から17km南にプルコヴォ空港があり、国内線のみならず国際線も多く就航し、市の玄関口となっている。プルコヴォ空港は国内線用のプルコヴォ1ターミナルと国際線用のプルコヴォ2ターミナルに分かれている。両ターミナルともアクセス鉄道はなく、バスが地下鉄2号線モスコフスカヤ駅へと連絡している。

### 鉄道
サンクトペテルブルクには5つのターミナル駅があり、列車の目的地が駅名となっている。
- モスコーフスキー駅 （モスクワ、シベリア、クリミア地方）‐ 高速列車サプサンが発着する
- ヴィチェプスク駅 （ベラルーシ、東ヨーロッパ諸国）‐ ロシア最初の鉄道駅
- バルチースキー駅 （バルト三国）‐ エレクトリーチカ（近郊電車）が主体の駅
- フィンリャンツキー駅 （フィンランド）‐ フィンランド国鉄からロシアに譲渡された歴史がある
- ラドジスキー駅 （ラドガ湖、ムルマンスク）‐ モスクワとフィンランド方面を結ぶ列車が経由する

### 地下鉄
サンクトペテルブルク地下鉄が1955年から運行されており、2016年現在、5路線72駅が存在する。駅の内装はソビエトの地下鉄の伝統に従いデザイン性の高いものが多い。

### 路面電車
サンクトペテルブルク市電は1863年に開業した馬車鉄道が起源。1907年に電化され、路面電車となった。ソビエト時代には市民の「足」として重宝され、最盛期には路線距離は320kmに達し世界最大となった。1991年のソビエト崩壊後、市当局は市内の高速道路の整備を重点的に進めたため、自家用車の普及率が上昇、路面電車の利用者数は急激に減少した。このため廃線と運行本数の削減が行われ、2010年現在の総延長は205.5kmとなっている。

### 道路
サンクトペテルブルクは計画都市なので、道路は広く設計されていて、舗装状態もいい。乗合バス、マルシュルートカ（小型乗合バス）、トロリーバス、路面電車の運行も行われている。タクシーは駅、空港以外は比較的少なく、街頭では私設タクシーが横行している。
自動車専用道路は「サンクトペテルブルク環状道路」が完成しており、最近誘致した外国企業の工場はほぼこの環状線に沿って配置されている。この環状道路を縦断するように有料の「西高速直径道路」が南北に走っている。
サンクトペテルブルクから他都市への道路は、ロシア連邦道路M10（モスクワへ、欧州自動車道路網のE105号線の一部）、ロシア連邦道路R21（ムルマンスクへ、同E105号線の一部）、ロシア連邦道路A181（フィンランド国境へ）、ロシア連邦道路A180（エストニア国境へ、同E20号線の一部）などがある。

## 郊外

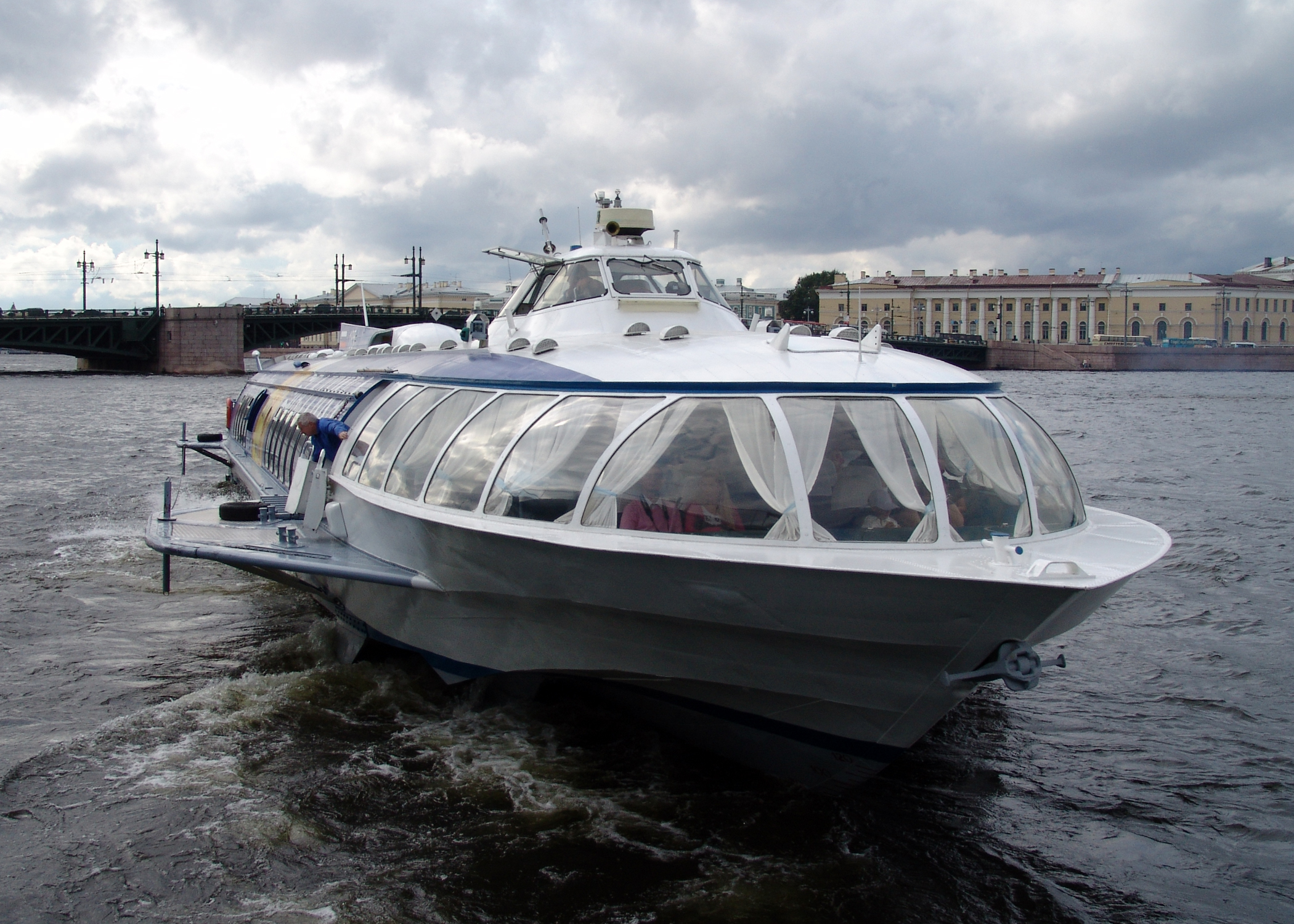
冬宮前からペテルゴフ宮殿へと向かう水中翼船(2008年)

- ペテルゴフ（ペーターホーフ）：都心から西に30km。ペテルゴフ宮殿がある。
- ツァールスコエ・セロー：都心から南に25km。エカテリーナ宮殿がある。
- ラフタ（ロシア語版、英語版）：ラフタ・センターという高さ463mの超高層ビルがある。

以下は近郊の都市で少し遠くなるが、日帰り旅行地として頻繁に鉄道、バスが出ている。
- ノヴゴロド
- シュリッセリブルク
- ヴィボルグ（ヴィープリ）
- プスコーフ

## 姉妹都市
- トゥルク（フィンランド） 1953年初めての姉妹都市
- ハンブルク（ドイツ）1953年
- アントウェルペン（ベルギー）1958年
- ドレスデン（ドイツ）1961年
- バーミンガム（イギリス）1962年
- ザグレブ（クロアチア）1968年
- 大阪市[20]（日本）1979年
- リオデジャネイロ（ブラジル）1986年
- 上海（中国）1988年
- メルボルン（オーストラリア）1989年
- ランシング（アメリカ合衆国）1992年
- ストックホルム（スウェーデン）1992年
- ヘルシンキ（フィンランド）1993年
- エスファハーン（イラン）1999年
- ロサンゼルス（アメリカ合衆国）
- ケープタウン（南アフリカ共和国）
- ベオグラード（セルビア）
- ムンバイ（インド）
- ミラノ（イタリア）
- ヴェネツィア、イタリア
- デブレツェン（ハンガリー）
- コシツェ（スロバキア）1995年
- イスタンブール（トルコ）
- ロッテルダム（オランダ）
- オシ（キルギスタン）
- ジッダ（サウジアラビア）
- 青島（中国）2007年
- アルマトイ, カザフスタン (1996年)[21]
- バクー, アゼルバイジャン (1998年)[21]
- ドゥシャンベ, タジキスタン (1999年)[21]
- エレバン, アルメニア (1997年)[21][22]
- ヴィリニュス, リトアニア (2002年)[21][23]
- リガ, ラトビア (1997年)[21][24]
- セヴァストポリ, ウクライナ (2000年)[21]
- ダウガフピルス, ラトビア (2002年)[25]

## 双子都市
- セントピーターズバーグ（アメリカ合衆国）

英語での名称が同一のため、「姉妹都市」でなく「双子都市」（Twin city）提携をしている。なお、セントピーターズバーグの市名はサンクトペテルブルク出身のロシア人移民が故郷にちなんでつけたものである。

## 標準時
この地域は、モスクワ時間帯の標準時を使用している。時差はUTC+3時間で、夏時間はない。（2011年3月までは標準時がUTC+3で夏時間がUTC+4時間、同年3月から2014年10月までは通年UTC+4であった）

## ギャラリー

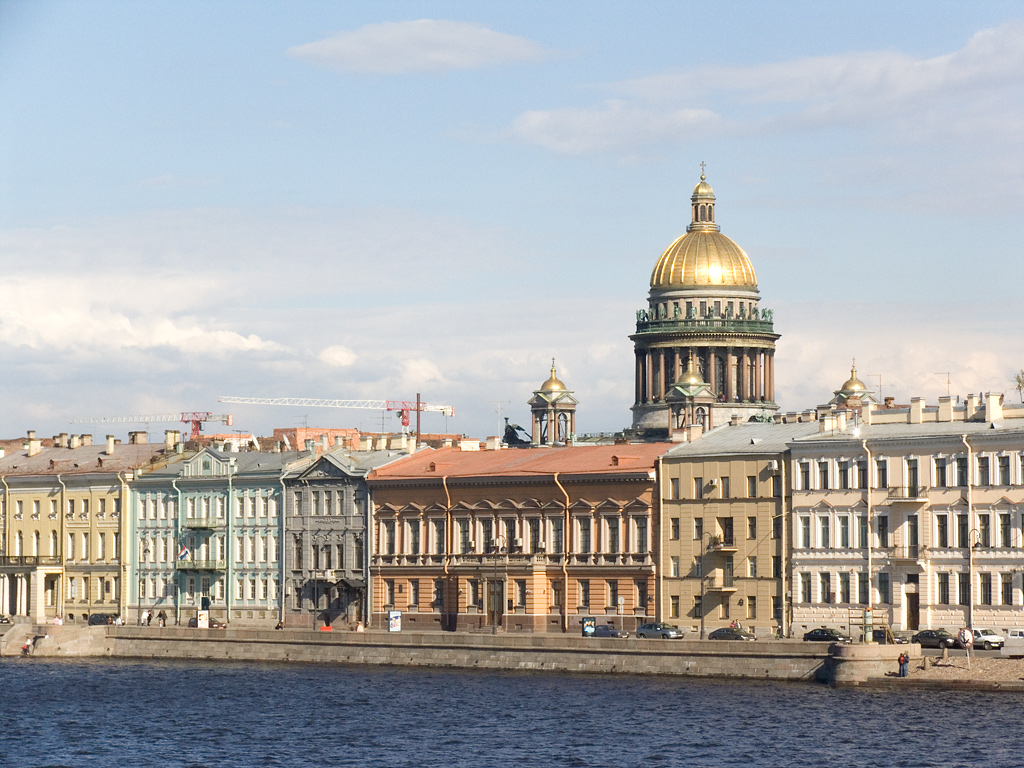
ネヴァ川と聖イサアク大聖堂
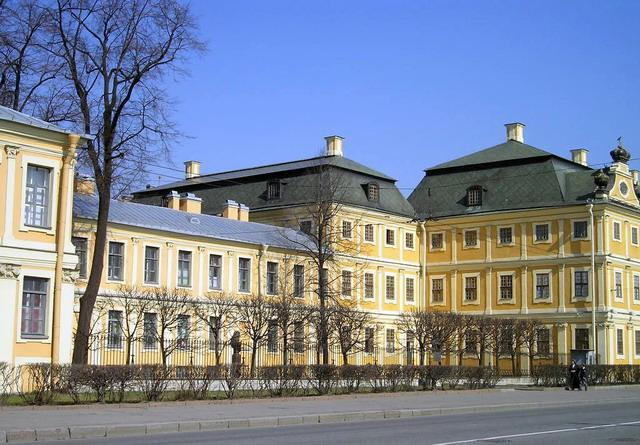
メンシコフ宮殿
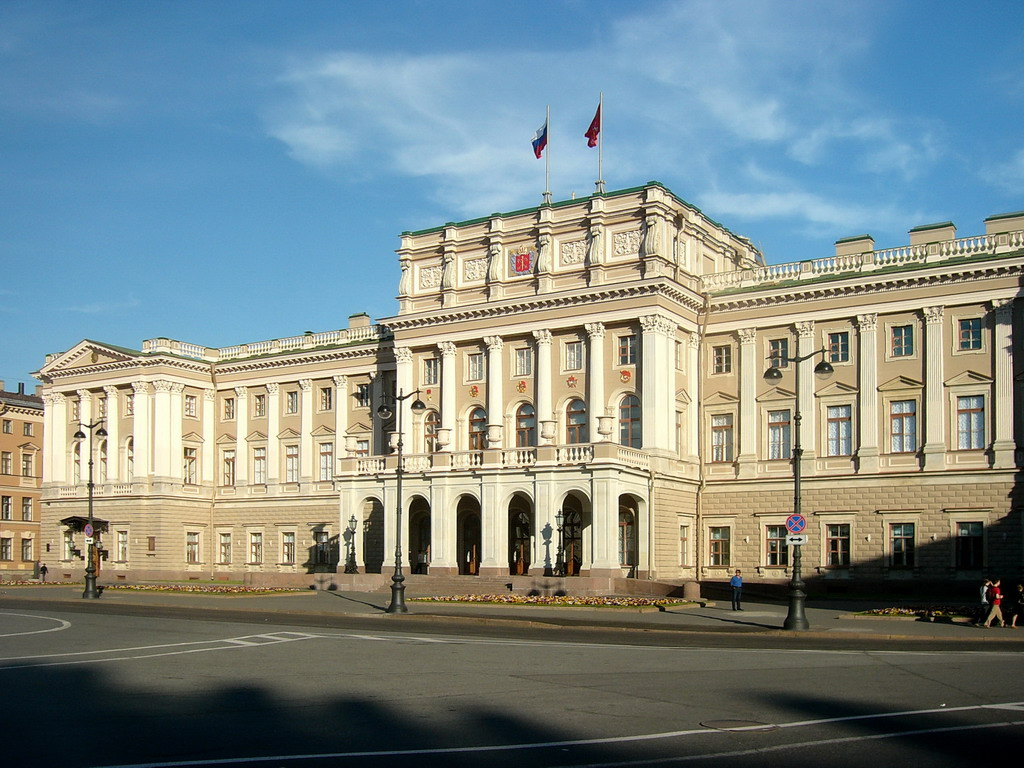
マリインスキー宮殿
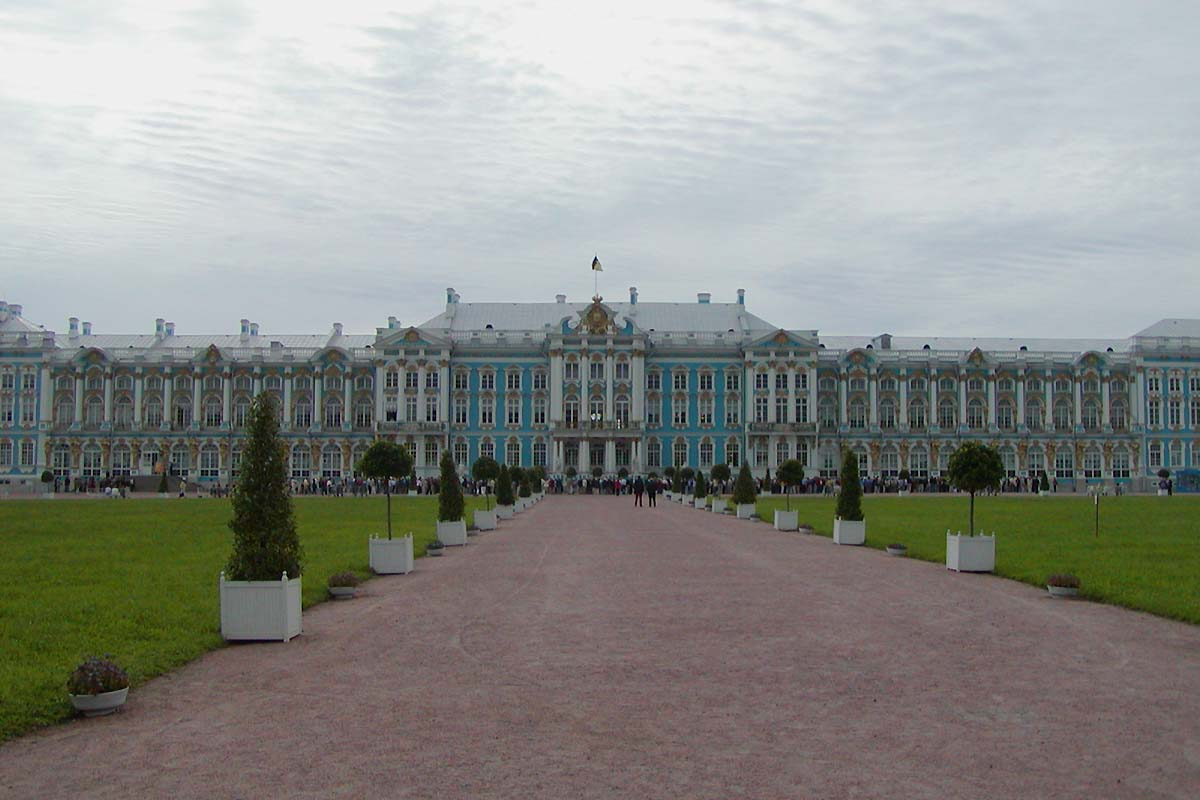
エカテリーナ宮殿
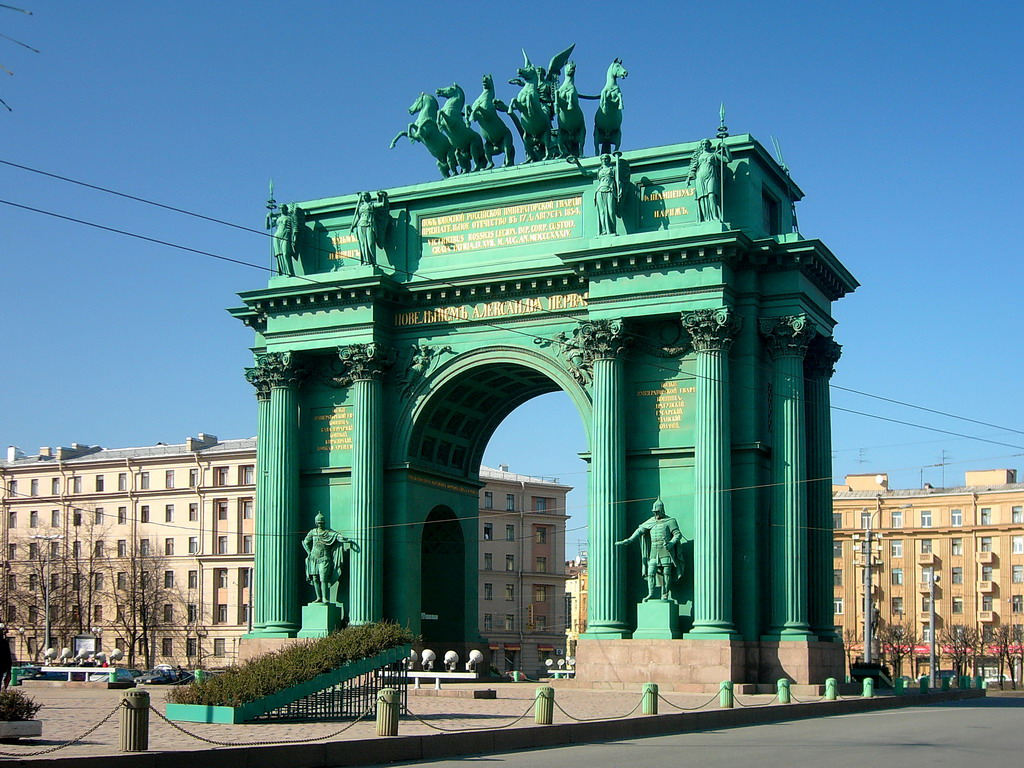
ナルヴァ門
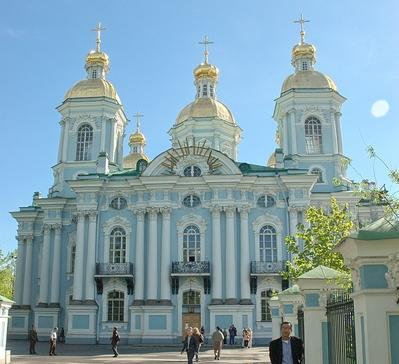
聖ニコライ聖堂
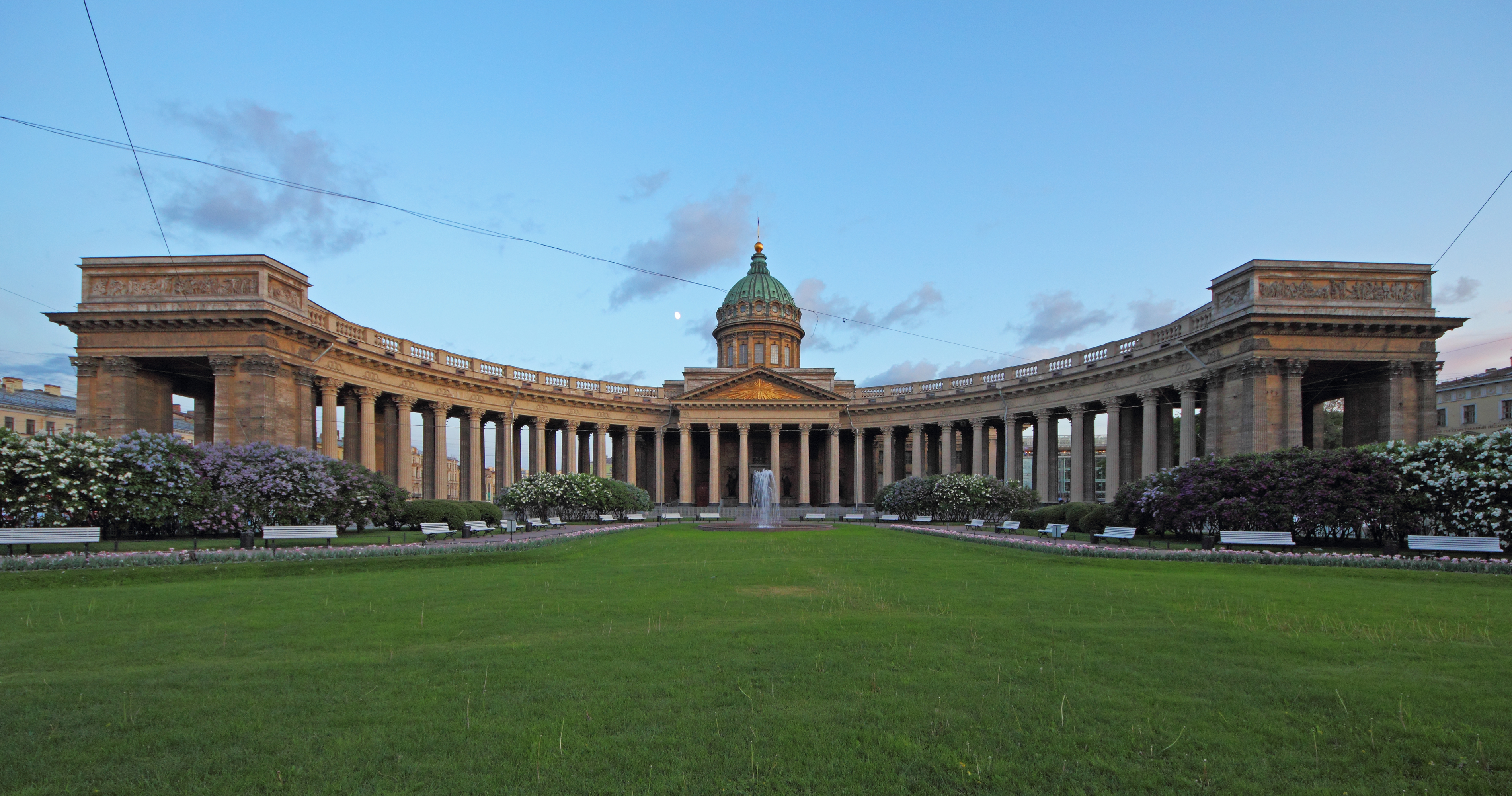
カザン聖堂
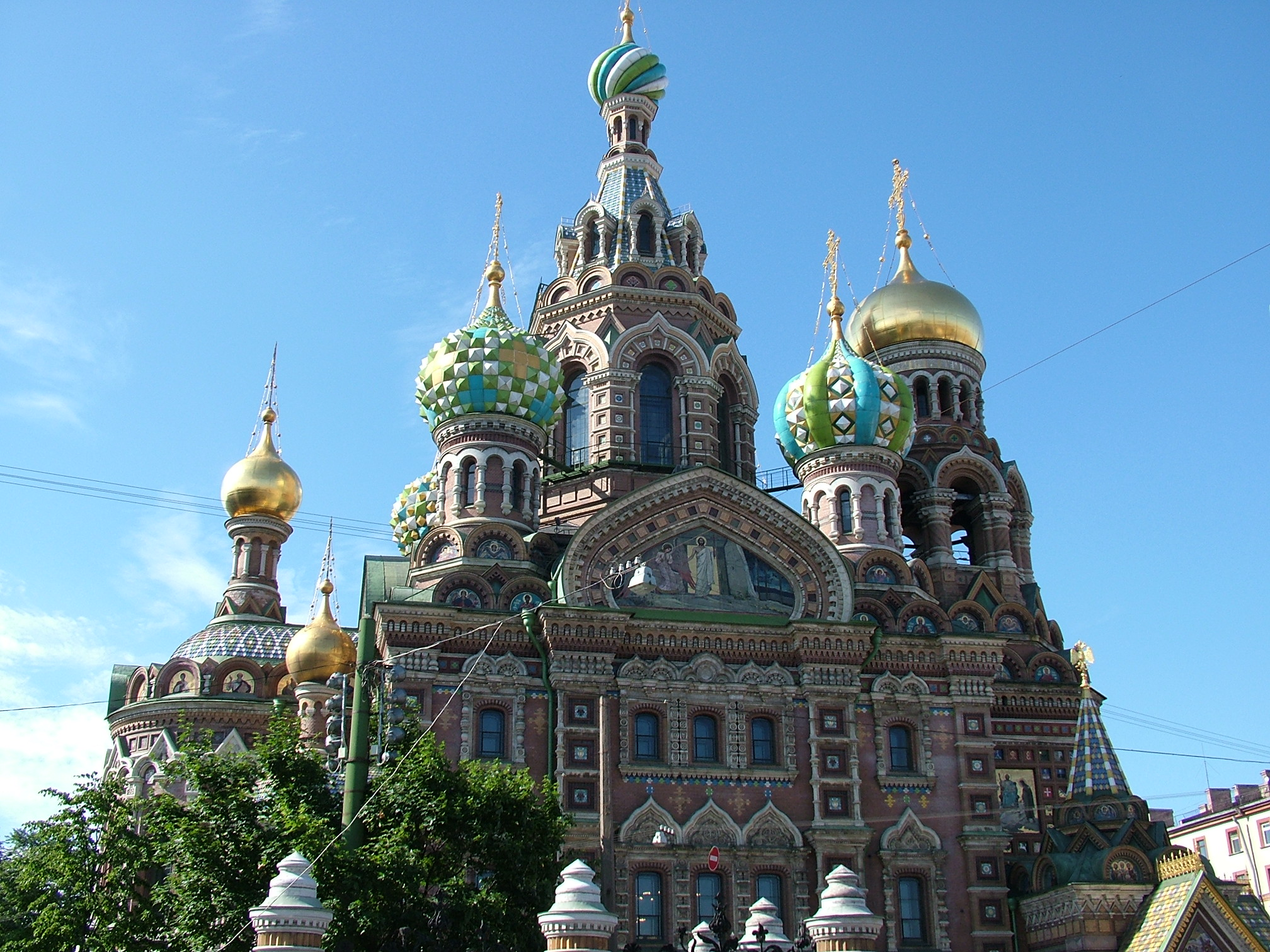
血の上の救世主教会
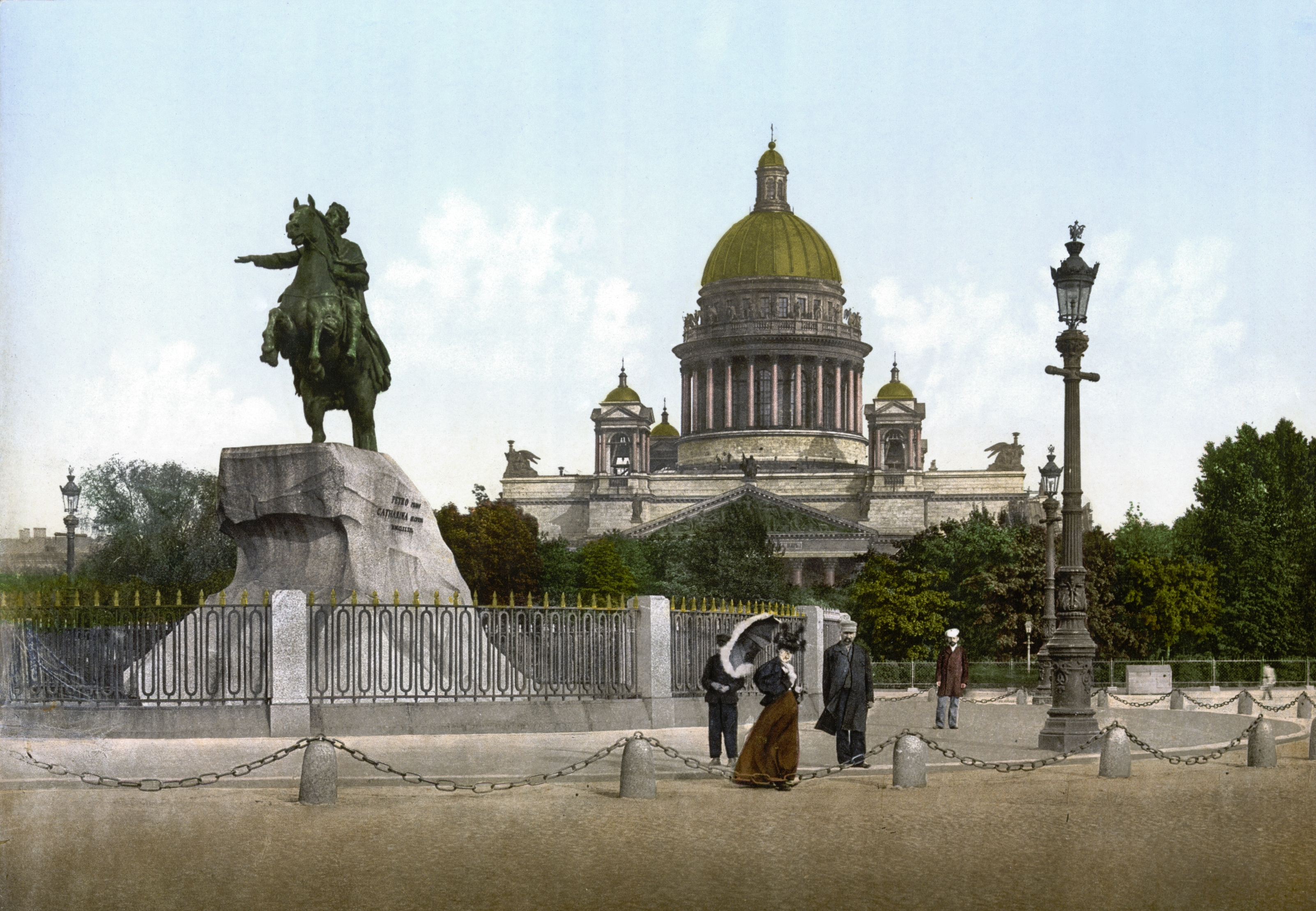
聖イサアク大聖堂とピョートル大帝像
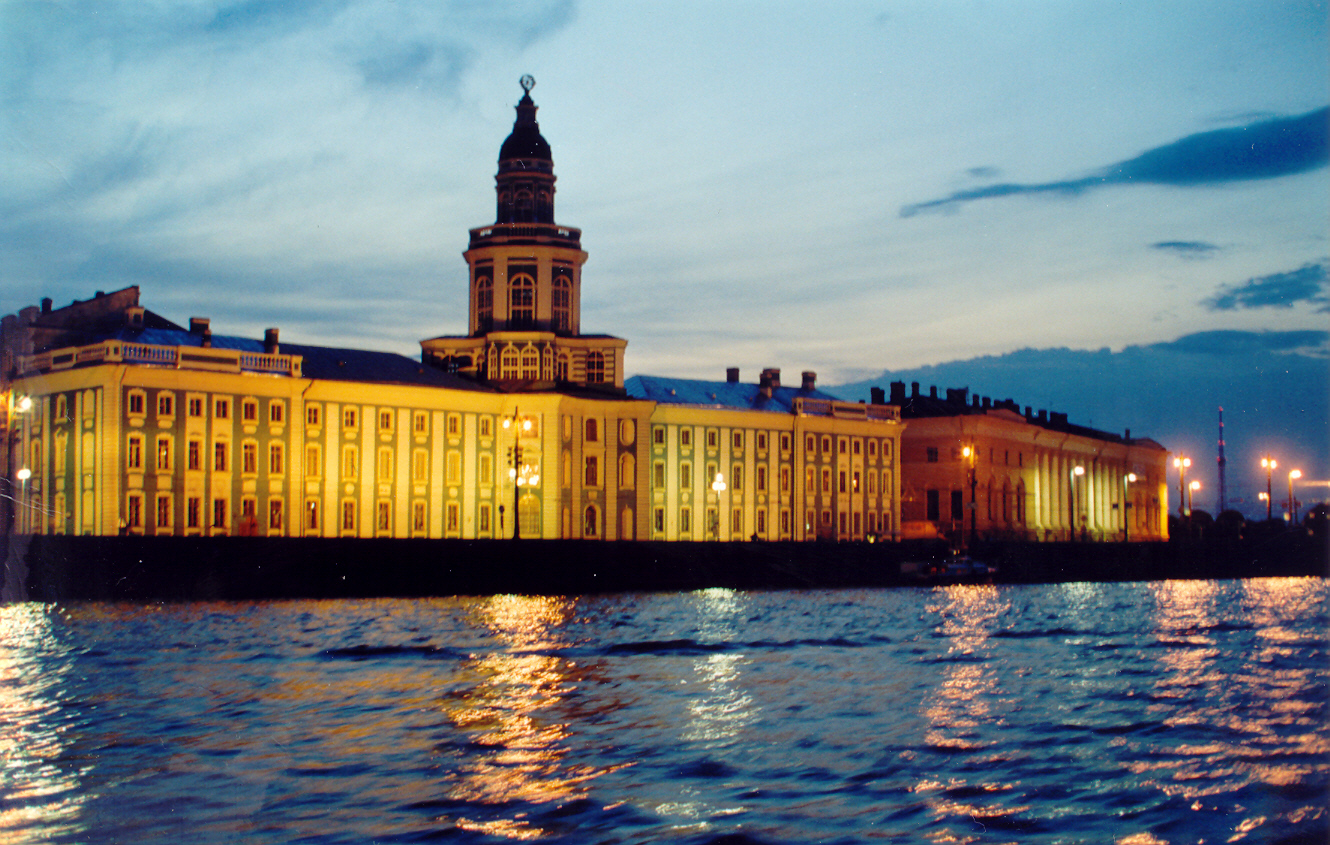
クンストカメラ
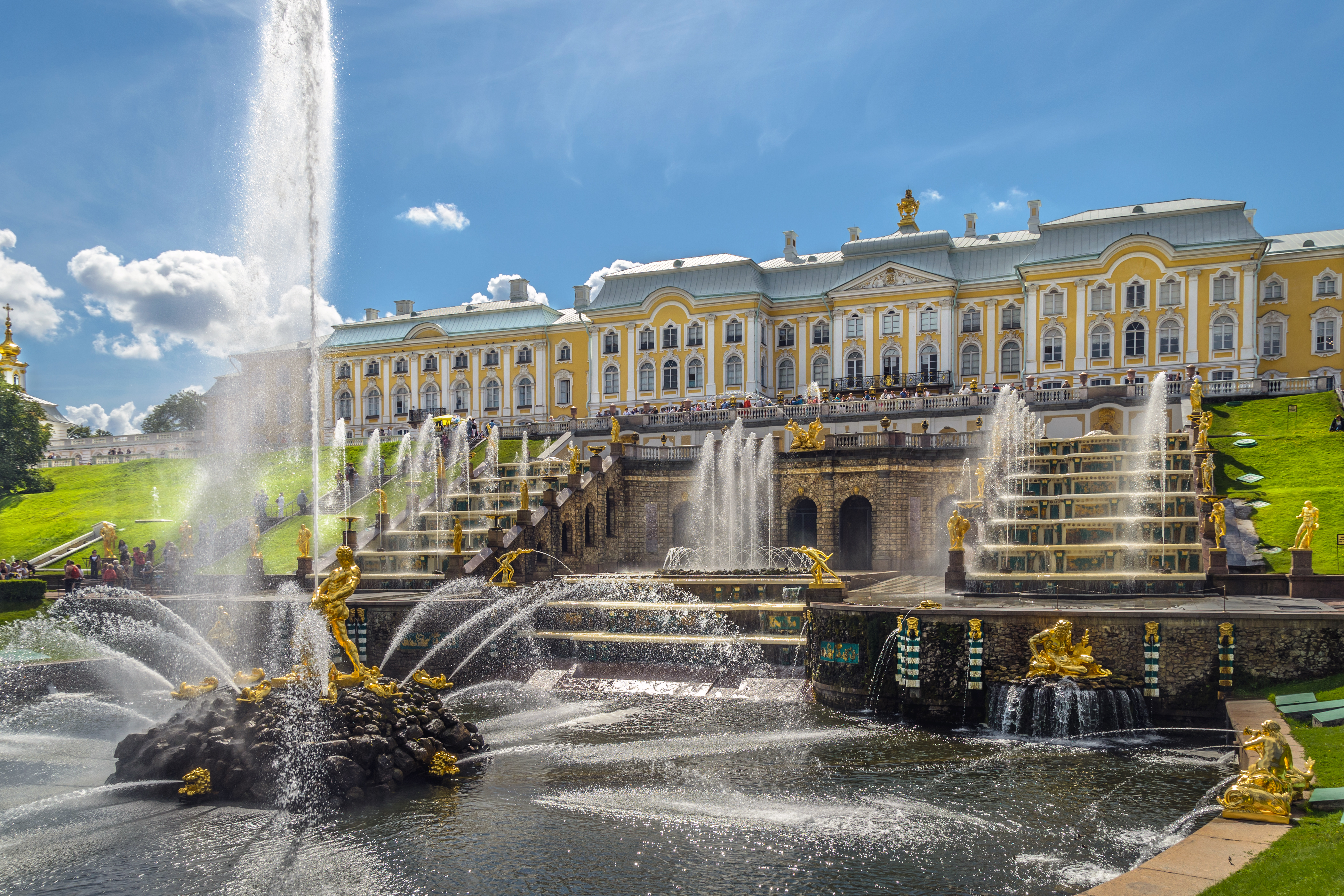
ペテルゴフ宮殿
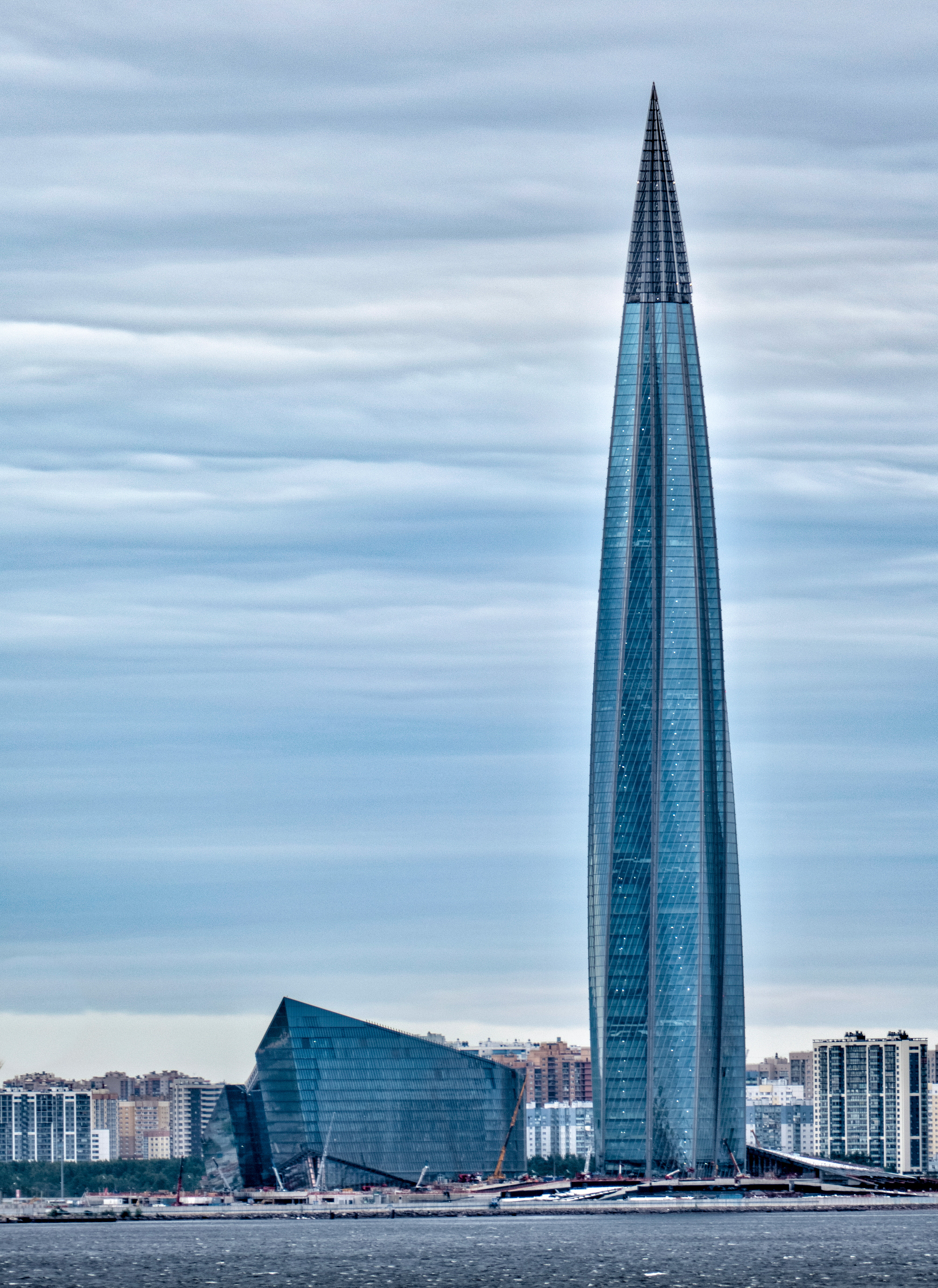
ラフタ・センター